# Danh sách cầu thủ tham dự Giải vô địch bóng ném nam thế giới 2023
Tại Giải vô địch bóng ném nam thế giới 2023, các đội phải đăng ký tối thiểu là 18 cầu thủ, trong đó có 2 thủ môn.
Tuổi, câu lạc bộ, số trận đấu và số bàn thắng sẽ được cập nhật cho đến ngày 11 tháng 1 năm 2023.

## Bảng A

### Tây Ban Nha
22 cầu thủ được triệu tây vào ngày 12 tháng 12 năm 2022. Danh sách giảm xuống còn 19 cầu thủ vào ngày 30 tháng 12 năm 2022.
Head coach: Jordi Ribera
| Số thứ tự | Vị trí | Tên                     | Ngày, tháng, năm sinh (tuổi) | Chiều cao | Số trận đấu | Số bàn thắng | Câu lạc bộ            |
| --------- | ------ | ----------------------- | ---------------------------- | --------- | ----------- | ------------ | --------------------- |
| 1         | GK     | Gonzalo Pérez de Vargas | 10 tháng 1, 1991 (32 tuổi)   | 1.89 m    | 153         | 15           | Barça                 |
| 4         | P      | Iñaki Peciña            | 31 tháng 5, 1988 (34 tuổi)   | 2.00 m    | 38          | 22           | Pays d'Aix UC         |
| 5         | RB     | Jorge Maqueda           | 6 tháng 2, 1988 (34 tuổi)    | 1.97 m    | 181         | 460          | HBC Nantes            |
| 6         | LW     | Ángel Fernández Pérez   | 16 tháng 9, 1988 (34 tuổi)   | 1.93 m    | 101         | 301          | Limoges Handball      |
| 10        | RB     | Alex Dujshebaev         | 17 tháng 12, 1992 (30 tuổi)  | 1.88 m    | 129         | 366          | Industria Kielce      |
| 12        | GK     | Rodrigo Corrales        | 24 tháng 1, 1991 (31 tuổi)   | 2.00 m    | 111         | 4            | Telekom Veszprém      |
| 14        | RW     | Ferran Solé             | 25 tháng 8, 1992 (30 tuổi)   | 1.93 m    | 89          | 347          | Paris Saint-Germain   |
| 17        | P      | Adrià Figueras          | 31 tháng 8, 1988 (34 tuổi)   | 1.93 m    | 109         | 293          | C' Chartres MHB       |
| 18        | RB     | Imanol Garciandia       | 30 tháng 4, 1995 (27 tuổi)   | 2.01 m    | 26          | 58           | OTP Bank-Pick Szeged  |
| 20        | P      | Abel Serdio             | 16 tháng 4, 1994 (28 tuổi)   | 1.95 m    | 20          | 42           | Orlen Wisła Płock     |
| 21        | LB     | Joan Cañellas           | 30 tháng 9, 1986 (36 tuổi)   | 1.98 m    | 217         | 529          | Kadetten Schaffhausen |
| 25        | CB     | Agustín Casado          | 21 tháng 5, 1996 (26 tuổi)   | 1.90 m    | 19          | 56           | MT Melsungen          |
| 30        | P      | Gedeón Guardiola        | 1 tháng 10, 1984 (38 tuổi)   | 1.98 m    | 184         | 213          | TBV Lemgo             |
| 31        | CB     | Pol Valera Rovira       | 19 tháng 9, 1998 (24 tuổi)   | 1.87 m    | 10          | 14           | BM Granollers         |
| 36        | CB     | Ian Tarrafeta           | 4 tháng 1, 1999 (24 tuổi)    | 1.88 m    | 30          | 69           | Pays d'Aix UC         |
| 51        | LW     | Miguel Sánchez-Migallón | 8 tháng 2, 1995 (27 tuổi)    | 2.02 m    | 27          | 20           | Industria Kielce      |
| 59        | LB     | Daniel Dujshebaev       | 4 tháng 7, 1997 (25 tuổi)    | 1.97 m    | 60          | 124          | Industria Kielce      |
| 62        | RW     | Kauldi Odriozola        | 7 tháng 1, 1997 (26 tuổi)    | 1.83 m    | 36          | 112          | HBC Nantes            |
| 70        | LW     | Daniel Fernández        | 28 tháng 3, 2001 (21 tuổi)   | 1.76 m    | 12          | 35           | TVB 1898 Stuttgart    |

### Montenegro
Danh sách các cầu thủ được công bố vào ngày 31 tháng 12 năm 2020.
Huấn luyện viên trưởng: Zoran Roganović
| Số thứ tự | Vị trí | Tên                  | Ngày, tháng, năm sinh (tuổi) | Chiều cao | Số trận đấu | Số bàn thắng | Câu lạc bộ            |
| --------- | ------ | -------------------- | ---------------------------- | --------- | ----------- | ------------ | --------------------- |
| 1         | GK     | Nikola Matović       | 8 tháng 5, 1998              | 1.98 m    | 17          | 0            | Amo Handboll          |
| 4         | LW     | Aleksandar Bakić     | 3 tháng 9, 2000              | 1.93 m    | 27          | 34           | RK Nexe Našice        |
| 6         | LW     | Miloš Vujović        | 5 tháng 9, 1993              | 1.82 m    | 51          | 170          | Füchse Berlin         |
| 8         | P      | Vuk Lazović          | 10 tháng 3, 1988             | 1.94 m    | 43          | 37           | Kuwait SC             |
| 9         | CB     | Radojica Čepić       | 29 tháng 7, 2002             | 1.95 m    | 28          | 42           | HSG Wetzlar           |
| 10        | P      | Miodrag Ćorsović     | 22 tháng 2, 2000             | 1.98 m    | 9           | 5            | RK Trimo Trebnje      |
| 11        | RB     | Branko Vujović       | 20 tháng 4, 1998             | 1.96 m    | 40          | 150          | TSV Hannover-Burgdorf |
| 13        | RW     | Mirko Radović        | 15 tháng 6, 1990             | 1.89 m    | 67          | 58           | RK Eurofarm Pelister  |
| 16        | GK     | Nebojša Simić        | 19 tháng 1, 1993             | 1.94 m    | 56          | 3            | MT Melsungen          |
| 17        | CB     | Vasilije Kaluđerović | 3 tháng 10, 1998             | 1.94 m    | 21          | 19           | 1. VfL Potsdam        |
| 20        | CB     | Stevan Vujović       | 7 tháng 4, 1990              | 1.93 m    | 56          | 112          | CS Minaur Baia Mare   |
| 21        | LB     | Vasko Ševaljević     | 21 tháng 6, 1988             | 1.93 m    | 76          | 282          | Redbergslids IK       |
| 23        | CB     | Božidar Simić        | 14 tháng 6, 1997             | 1.90 m    | 8           | 4            | RK Metaloplastika     |
| 24        | LB     | Miloš Božović        | 10 tháng 12, 1994            | 1.95 m    | 48          | 114          | US Ivry Handball      |
| 25        | RW     | Marko Lasica         | 30 tháng 4, 1988             | 1.90 m    | 75          | 94           | Redbergslids IK       |
| 26        | RB     | Risto Vujačić        | 4 tháng 12, 1993             | 1.97 m    | 18          | 14           | Hapoel Ashdod         |
| 32        | CB     | Božo Anđelić         | 16 tháng 3, 1992             | 1.86 m    | 53          | 90           | Motor Zaporizhzhia    |
| 90        | P      | Nemanja Grbović      | 26 tháng 4, 1990             | 1.90 m    | 74          | 207          | Steaua București      |

### Chile
20 cầu thủ được triệu tập vào ngày 27 tháng 12 năm 2022.
Huấn luyện viên trưởng:  Aitor Etxaburu
| Số thứ tự | Vị trí | Tên                   | Ngày, tháng, năm sinh (tuổi) | Chiều cao | Số trận đấu | Số bàn thắng | Câu lạc bộ              |
| --------- | ------ | --------------------- | ---------------------------- | --------- | ----------- | ------------ | ----------------------- |
| 1         | GK     | Réne Oliva            | 3 tháng 7, 1987 (35 tuổi)    | 1.96 m    | 0           | 0            | Balonmano Ovalle        |
| 2         | LW     | Sebastián Ceballos    | 1 tháng 7, 1992 (30 tuổi)    | 1.76 m    | 81          | 143          | CD Balopal              |
| 4         | LB     | Erwin Feuchtmann      | 2 tháng 5, 1990 (32 tuổi)    | 1.90 m    | 86          | 461          | Fenix Toulouse Handball |
| 6         | CB     | Arian Delgado         | 25 tháng 8, 2001 (21 tuổi)   | 1.80 m    | 5           | 9            | Liceo Nacional de Maipu |
| 9         | P      | Javier Frelijj        | 28 tháng 1, 1991 (31 tuổi)   | 1.91 m    | 78          | 95           | Balonmano Ovalle        |
| 10        | CB     | Emil Feuchtmann       | 1 tháng 6, 1983 (39 tuổi)    | 1.78 m    | 157         | 431          | CB Alicante             |
| 11        | P      | Esteban Salinas       | 18 tháng 1, 1992 (30 tuổi)   | 1.83 m    | 93          | 350          | BM Granollers           |
| 12        | GK     | Felipe García         | 26 tháng 10, 1993 (29 tuổi)  | 1.90 m    | 66          | 4            | Italiano BM             |
| 14        | P      | Benjamin Illesca      | 4 tháng 2, 2000 (22 tuổi)    | 1.96 m    | 7           | 4            | Boa-Hora                |
| 17        | RB     | Rodrigo Salinas Muñoz | 25 tháng 2, 1989 (33 tuổi)   | 1.89 m    | 115         | 403          | CD Bidasoa              |
| 22        | CB     | Matias Payá           | 31 tháng 3, 2000 (22 tuổi)   | 1.76 m    | 0           | 0            | Canteras U.D.           |
| 28        | RW     | Luciano Scaramelli    | 23 tháng 4, 2002 (20 tuổi)   | 1.82 m    | 0           | 0            | CD Balonmano La Robla   |
| 32        | LW     | Danilo Salgado        | 1 tháng 6, 1998 (24 tuổi)    | 1.79 m    | 9           | 12           | DPV Kutral              |
| 44        | LB     | Aaron Codina          | 19 tháng 2, 1999 (23 tuổi)   | 1.93 m    | 16          | 23           | Polisportiva Cingoli    |
| 55        | RW     | Francisco Ahumada     | 19 tháng 7, 2001 (21 tuổi)   | 1.74 m    | 0           | 0            | SSV Bozen Loacker       |
| 77        | LB     | Víctor Donoso         | 27 tháng 11, 1990 (32 tuổi)  | 1.90 m    | 78          | 61           | Club Balonmano Triana   |

### Iran
23 cầu thủ được triệu tập vào ngày 22 tháng 12 năm 2022 để chuẩn bị cho giải đấu.
Huấn luyện viên trưởng:  Veselin Vujović
| Số thứ tự | Vị trí | Tên                      | Ngày, tháng, năm sinh (tuổi) | Chiều cao | Số trận đấu | Số bàn thắng | Câu lạc bộ               |
| --------- | ------ | ------------------------ | ---------------------------- | --------- | ----------- | ------------ | ------------------------ |
| 2         | LW     | Mojtaba Heidarpour       | 20 tháng 9, 1988 (34 tuổi)   | 1.80 m    | 130         | 800          | Foolad Mobarakeh Sepahan |
| 4         | RW     | Milad Ghalandari         | 23 tháng 8, 1998 (24 tuổi)   | 1.80 m    | 46          | 164          | Foolad Mobarakeh Sepahan |
| 7         | CB     | Pouya Norouzinejad       | 23 tháng 6, 1994 (28 tuổi)   | 1.88 m    | 130         | 500          | VfL Eintracht Hagen      |
| 9         | P      | Yasin Kabirianjoo        | 2 tháng 7, 1994 (28 tuổi)    | 1.93 m    | 20          | 20           | Foolad Mobarakeh Sepahan |
| 11        | LB     | Reza Yadegari            | 15 tháng 4, 2000 (22 tuổi)   | 1.96 m    | 0           | 0            | Mes Kerman               |
| 13        | LB     | Mehdi Mousavi            | 9 tháng 4, 1989 (33 tuổi)    | 1.88 m    | 200         | 200          | Mes Kerman               |
| 14        | P      | Salaman Barbat           | 16 tháng 12, 1990 (32 tuổi)  | 1.86 m    | 100         | 400          | Mes Kerman               |
| 16        | GK     | Mohammad Siavoshi        | 2 tháng 4, 1985 (37 tuổi)    | 1.95 m    | 130         | 0            | Foolad Mobarakeh Sepahan |
| 18        | RB     | Saber Heidari            | 25 tháng 3, 2004 (18 tuổi)   | 1.91 m    | 14          | 20           | Foolad Mobarakeh Sepahan |
| 22        | GK     | Ali Rahimi               | 6 tháng 1, 1992 (31 tuổi)    | 1.95 m    | 20          | 0            | Shahid Shameli Kazeroon  |
| 23        | RB     | Mohammad Reza Oraei      | 4 tháng 8, 1999 (23 tuổi)    | 1.94 m    | 25          | 40           | Foolad Mobarakeh Sepahan |
| 24        | CB     | Mohammad Mehdi Behnamnia | 2 tháng 12, 1998 (24 tuổi)   | 1.86 m    | 10          | 30           | Foolad Mobarakeh Sepahan |
| 28        | LW     | Mohammad Reza Kazemi     | 20 tháng 1, 2001 (21 tuổi)   | 1.86 m    | 5           | 40           | Shahid Shameli Kazeroon  |
| 31        | RB     | Vahid Masoudi            | 1 tháng 5, 1997 (25 tuổi)    | 1.92 m    | 12          | 20           | Foolad Mobarakeh Sepahan |
| 32        | RW     | Mohammad Kiani           | 10 tháng 10, 1992 (30 tuổi)  | 1.90 m    | 20          | 30           | Foolad Mobarakeh Sepahan |
| 33        | CB     | Mehrdad Samsami          | 26 tháng 2, 1991 (31 tuổi)   | 1.94 m    | 152         | 89           | Shahid Shameli Kazeroon  |
| 44        | LB     | Afshin Sadeghi           | 25 tháng 3, 1993 (29 tuổi)   | 1.98 m    | 90          | 300          | Foolad Mobarakeh Sepahan |
| 69        | GK     | Omid Reza Sarpoushi      | 9 tháng 3, 1998 (24 tuổi)    | 1.90 m    | 20          | 4            | Mes Kerman               |
| 77        | LB     | Shahab Sadeghzadeh       | 28 tháng 3, 1994 (28 tuổi)   | 1.92 m    | 80          | 100          | Foolad Mobarakeh Sepahan |
| 99        | P      | Ali Kouhzad              | 19 tháng 12, 1996 (26 tuổi)  | 1.98 m    | 4           | 12           | Shahid Shameli Kazeroon  |

## Bảng B

### Pháp
20 cầu thủ được triệu tập vào ngày 30 tháng 12 năm 2022 để chuẩn bị cho giải đấu. Danh sách được công bố vào ngày 11 tháng 1 năm 2023.
Huấn luyện viên trưởng: Guillaume Gille
| Số thứ tự | Vị trí | Tên               | Ngày, tháng, năm sinh (tuổi) | Chiều cao | Số trận đấu | Số bàn thắng | Câu lạc bộ                 |
| --------- | ------ | ----------------- | ---------------------------- | --------- | ----------- | ------------ | -------------------------- |
| 2         | RW     | Yanis Lenne       | 29 tháng 6, 1996 (26 tuổi)   | 1.88 m    | 34          | 54           | Montpellier Handball       |
| 5         | CB     | Nedim Remili      | 18 tháng 7, 1995 (27 tuổi)   | 1.95 m    | 99          | 299          | Industria Kielce           |
| 7         | LB     | Romain Lagarde    | 5 tháng 3, 1997 (25 tuổi)    | 1.94 m    | 68          | 82           | Pays d'Aix UC              |
| 8         | LB     | Elohim Prandi     | 24 tháng 8, 1998 (24 tuổi)   | 1.93 m    | 10          | 24           | Paris Saint-Germain        |
| 9         | RB     | Melvyn Richardson | 31 tháng 1, 1997 (25 tuổi)   | 1.90 m    | 58          | 126          | Barcelona                  |
| 10        | RB     | Dika Mem          | 31 tháng 8, 1997 (25 tuổi)   | 1.94 m    | 94          | 293          | Barcelona                  |
| 11        | P      | Nicolas Tournat   | 5 tháng 4, 1994 (28 tuổi)    | 2.00 m    | 68          | 133          | Industria Kielce           |
| 12        | GK     | Vincent Gérard    | 16 tháng 12, 1986 (36 tuổi)  | 1.89 m    | 137         | 18           | Saint-Raphaël Var Handball |
| 13        | LB     | Nikola Karabatić  | 11 tháng 4, 1984 (38 tuổi)   | 1.96 m    | 337         | 1259         | Paris Saint-Germain        |
| 14        | CB     | Kentin Mahé       | 22 tháng 5, 1991 (31 tuổi)   | 1.86 m    | 147         | 479          | Telekom Veszprém           |
| 15        | LW     | Mathieu Grébille  | 6 tháng 10, 1991 (31 tuổi)   | 1.98 m    | 79          | 121          | Paris Saint-Germain        |
| 16        | GK     | Charles Bolzinger | 14 tháng 12, 2000 (22 tuổi)  | 1.98 m    | 0           | 0            | Montpellier Handball       |
| 22        | P      | Luka Karabatic    | 19 tháng 4, 1988 (34 tuổi)   | 2.02 m    | 130         | 155          | Paris Saint-Germain        |
| 23        | P      | Ludovic Fabregas  | 1 tháng 7, 1996 (26 tuổi)    | 1.98 m    | 113         | 241          | Barcelona                  |
| 28        | RW     | Valentin Porte    | 7 tháng 9, 1990 (32 tuổi)    | 1.90 m    | 167         | 391          | Montpellier Handball       |
| 31        | LW     | Dylan Nahi        | 30 tháng 11, 1999 (23 tuổi)  | 1.92 m    | 27          | 66           | Industria Kielce           |
| 39        | LB     | Thibaud Briet     | 14 tháng 12, 1999 (23 tuổi)  | 2.05 m    | 13          | 12           | HBC Nantes                 |
| 92        | GK     | Rémi Desbonnet    | 28 tháng 2, 1992 (30 tuổi)   | 1.82 m    | 12          | 1            | Montpellier Handball       |

### Ba Lan
22 cầu thủ được triệu tập vào ngày 22 tháng 12 năm 2022. Danh sách cuối cùng được công bố vào ngày 7 tháng 1 năm 2023.
Huấn luyện viên trưởng: Patryk Rombel
| Số thứ tự | Vị trí | Tên                   | Ngày, tháng, năm sinh (tuổi) | Chiều cao | Số trận đấu | Số bàn thắng | Câu lạc bộ                   |
| --------- | ------ | --------------------- | ---------------------------- | --------- | ----------- | ------------ | ---------------------------- |
| 1         | GK     | Mateusz Kornecki      | 5 tháng 6, 1994 (28 tuổi)    | 1.94 m    | 64          | 4            | Industria Kielce             |
| 3         | RB     | Michał Daszek         | 27 tháng 6, 1992 (30 tuổi)   | 1.82 m    | 134         | 357          | Orlen Wisła Płock            |
| 4         | CB     | Piotr Jędraszczyk     | 9 tháng 10, 2001 (21 tuổi)   | 1.77 m    | 19          | 33           | Piotrkowianin Piotrków Tryb. |
| 5         | CB     | Michał Olejniczak     | 31 tháng 1, 2001 (21 tuổi)   | 1.95 m    | 50          | 79           | Industria Kielce             |
| 6         | RW     | Krzysztof Komarzewski | 18 tháng 9, 1998 (24 tuổi)   | 1.88 m    | 18          | 26           | Orlen Wisła Płock            |
| 7         | P      | Patryk Walczak        | 29 tháng 7, 1992 (30 tuổi)   | 1.98 m    | 54          | 48           | Sporting CP                  |
| 8         | P      | Bartłomiej Bis        | 25 tháng 3, 1997 (25 tuổi)   | 1.95 m    | 14          | 8            | HSC 2000 Coburg              |
| 9         | LB     | Szymon Sićko          | 20 tháng 8, 1997 (25 tuổi)   | 2.00 m    | 43          | 151          | Industria Kielce             |
| 12        | LB     | Ariel Pietrasik       | 21 tháng 10, 1999 (23 tuổi)  | 2.02 m    | 19          | 28           | TSV St. Otmar St. Gallen     |
| 19        | LW     | Jan Czuwara           | 18 tháng 10, 1995 (27 tuổi)  | 1.84 m    | 60          | 116          | RK Vardar 1961               |
| 20        | CB     | Maciej Pilitowski     | 27 tháng 10, 1990 (32 tuổi)  | 1.88 m    | 34          | 30           | Energa MKS Kalisz            |
| 23        | RW     | Arkadiusz Moryto      | 31 tháng 8, 1997 (25 tuổi)   | 1.82 m    | 85          | 410          | Industria Kielce             |
| 26        | LW     | Przemysław Krajewski  | 20 tháng 1, 1987 (35 tuổi)   | 1.84 m    | 154         | 368          | Orlen Wisła Płock            |
| 28        | P      | Maciej Gębala         | 10 tháng 1, 1994 (29 tuổi)   | 2.00 m    | 79          | 95           | SC DHfK Leipzig              |
| 31        | RB     | Szymon Działakiewicz  | 17 tháng 2, 2000 (22 tuổi)   | 1.90 m    | 11          | 19           | Redbergslids IK              |
| 36        | P      | Dawid Dawydzik        | 7 tháng 12, 1994 (28 tuổi)   | 2.00 m    | 46          | 61           | Orlen Wisła Płock            |
| 48        | LB     | Tomasz Gębala         | 23 tháng 11, 1995 (27 tuổi)  | 2.12 m    | 44          | 134          | Industria Kielce             |
| 49        | LB     | Piotr Chrapkowski     | 24 tháng 3, 1988 (34 tuổi)   | 2.03 m    | 144         | 175          | SC Magdeburg                 |
| 50        | GK     | Jakub Skrzyniarz      | 6 tháng 6, 1996 (26 tuổi)    | 1.89 m    | 9           | 0            | CD Bidasoa                   |
| 94        | GK     | Adam Morawski         | 17 tháng 10, 1994 (28 tuổi)  | 1.90 m    | 66          | 4            | MT Melsungen                 |

### Ả Rập Xê Út
21 cầu thủ được triệu tập vào ngày 27 tháng 12 năm 2022.
Huấn luyện viên trưởng:  Jan Pytlick
| Số thứ tự | Vị trí | Tên                     | Ngày, tháng, năm sinh (tuổi) | Chiều cao | Số trận đấu | Số bàn thắng | Câu lạc bộ |
| --------- | ------ | ----------------------- | ---------------------------- | --------- | ----------- | ------------ | ---------- |
| 1         | GK     | Amro Mohammed           | 28 tháng 6, 1989             | 1.92 m    | 60          | 0            | Al Ahli    |
| 3         | LW     | Abdullah Al-Abbas       | 30 tháng 1, 1992             | 1.69 m    | 21          | 55           | Al-Noor    |
| 4         | P      | Hussain Al-Tarouti      | 2 tháng 11, 1999             | 1.84 m    | 33          | 23           | Al-Noor    |
| 5         | P      | Hassan Al-Janabi (c)    | 25 tháng 7, 1983             | 1.86 m    | 54          | 66           | Mudhar     |
| 6         | RW     | Hussain Furaij          | 1 tháng 7, 2004              | 1.79 m    | 22          | 34           | Al-Noor    |
| 8         | CB     | Hadi Quraish            | 25 tháng 2, 1999             | 1.71 m    | 7           | 16           | Al Safa    |
| 10        | RB     | Haidar Al-Hassan        | 12 tháng 11, 2000            | 1.84 m    | 22          | 45           | Al Safa    |
| 14        | LB     | Abdullah Al-Hammad      | 10 tháng 10, 1990            | 1.88 m    | 23          | 44           | Al Houda   |
| 15        | RW     | Ahmed Al-Abdulali       | 18 tháng 6, 1988             | 1.84 m    | 41          | 55           | Mudhar     |
| 16        | GK     | Mohammad Al-Salem       | 3 tháng 4, 1986              | 1.89 m    | 42          | 0            | Khaleej    |
| 19        | RB     | Abdulrahman Al-Muwallad | 16 tháng 6, 1994             | 1.92 m    | 18          | 60           | Al Wehda   |
| 22        | LB     | Mahdi Al-Salem          | 16 tháng 2, 1990             | 1.86 m    | 133         | 429          | Al Houda   |
| 23        | LW     | Abdullah Al-Hulaili     | 16 tháng 6, 1994             | 1.75 m    | 34          | 76           | Mudhar     |
| 34        | GK     | Ali Al-Saffar           | 9 tháng 2, 1995              | 1.85 m    | 14          | 0            | Mudhar     |
| 37        | CB     | Mohammed Al-Abbas       | 19 tháng 12, 1992            | 1.80 m    | 35          | 20           | Mudhar     |
| 57        | CB     | Mojtaba Al-Salem        | 15 tháng 6, 1994             | 1.81 m    | 6           | 7            | Al-Noor    |
| 59        | RW     | Hassan Al-Turaiki       | 8 tháng 4, 2004              | 1.77 m    | 25          | 31           | Khaleej    |
| 77        | LB     | Marhoon Al-Maa          | 13 tháng 5, 1988             | 1.89 m    | 23          | 35           | Khaleej    |
| 89        | P      | Yousof Al-Taweel        | 7 tháng 11, 1999             | 1.88 m    | 33          | 13           | Al Safa    |
| 97        | CB     | Sadiq Al-Mohsin         | 23 tháng 10, 1997            | 1.80 m    | 26          | 33           | Khaleej    |

### Slovenia
Danh sách các cầu thủ được công bố vào ngày 10 tháng 1 năm 2023.
Huấn luyện viên trưởng: Uroš Zorman
| Số thứ tự | Vị trí | Tên              | Ngày, tháng, năm sinh (tuổi) | Chiều cao | Số trận đấu | Số bàn thắng | Câu lạc bộ            |
| --------- | ------ | ---------------- | ---------------------------- | --------- | ----------- | ------------ | --------------------- |
| 1         | GK     | Jože Baznik      | 24 tháng 5, 1993 (29 tuổi)   | 1.86 m    | 10          | 2            | USAM Nîmes Gard       |
| 3         | P      | Blaž Blagotinšek | 17 tháng 1, 1994 (28 tuổi)   | 2.02 m    | 110         | 203          | Frisch Auf Göppingen  |
| 8         | RW     | Blaž Janc        | 20 tháng 11, 1996 (26 tuổi)  | 1.86 m    | 87          | 304          | Barcelona             |
| 11        | RB     | Jure Dolenec     | 6 tháng 12, 1988 (34 tuổi)   | 1.91 m    | 169         | 621          | Limoges Handball      |
| 17        | RB     | Nejc Cehte       | 4 tháng 9, 1992 (30 tuổi)    | 1.96 m    | 44          | 67           | GOG Håndbold          |
| 19        | LW     | Staš Jovičić     | 6 tháng 12, 2000 (22 tuổi)   | 1.85 m    | 2           | 12           | RK Trimo Trebnje      |
| 20        | LW     | Tilen Kodrin     | 14 tháng 5, 1994 (28 tuổi)   | 1.92 m    | 60          | 94           | VfL Gummersbach       |
| 22        | P      | Matej Gaber      | 22 tháng 7, 1991 (31 tuổi)   | 1.98 m    | 137         | 204          | OTP Bank-Pick Szeged  |
| 25        | P      | Stefan Žabić     | 17 tháng 2, 1999 (23 tuổi)   | 2.02 m    | 2           | 2            | Celje Pivovarna Laško |
| 27        | P      | Kristjan Horžen  | 8 tháng 12, 1999 (23 tuổi)   | 1.92 m    | 14          | 16           | Rhein-Neckar Löwen    |
| 29        | LB     | Gašper Horvat    | 10 tháng 4, 1998 (24 tuổi)   | 1.99 m    | 2           | 3            | RK Trimo Trebnje      |
| 31        | LW     | Tadej Mazej      | 31 tháng 7, 1998 (24 tuổi)   | 1.90 m    | 11          | 9            | Celje Pivovarna Laško |
| 34        | CB     | Rok Ovniček      | 29 tháng 1, 1995 (27 tuổi)   | 1.85 m    | 35          | 33           | HBC Nantes            |
| 35        | CB     | Domen Makuc      | 1 tháng 7, 2000 (22 tuổi)    | 1.88 m    | 12          | 23           | Barcelona             |
| 44        | CB     | Dean Bombač      | 4 tháng 4, 1989 (33 tuổi)    | 1.90 m    | 106         | 215          | OTP Bank-Pick Szeged  |
| 47        | LB     | Aleks Kavčič     | 15 tháng 5, 1996 (26 tuổi)   | 1.86 m    | 0           | 0            | RK Zagreb             |
| 49        | RB     | Grega Krečič     | 25 tháng 4, 1996 (26 tuổi)   | 1.88 m    | 0           | 0            | Csurgói KK            |
| 51        | LB     | Borut Mačkovšek  | 11 tháng 9, 1992 (30 tuổi)   | 2.04 m    | 125         | 315          | OTP Bank-Pick Szeged  |
| 77        | RW     | Domen Novak      | 26 tháng 4, 1998 (24 tuổi)   | 1.81 m    | 12          | 5            | HSG Wetzlar           |
| 88        | CB     | Aleks Vlah       | 22 tháng 7, 1997 (25 tuổi)   | 1.91 m    | 20          | 40           | Celje Pivovarna Laško |
| 90        | GK     | Urban Lesjak     | 24 tháng 8, 1990 (32 tuổi)   | 1.87 m    | 59          | 0            | RK Eurofarm Pelister  |

## Bảng C

### Thụy Điển
Danh sách các cầu thủ được công bố vào ngày 13 tháng 12 năm 2022. Vào ngày 30 tháng 12, Karl Wallinius đã bỏ lỡ giải đấu sau một chấn thương ở đầu gối và anh được thay thế bởi Olle Forsell Schefvert.
Huấn luyện viên trưởng:  Glenn Solberg
| Số thứ tự | Vị trí | Tên                    | Ngày, tháng, năm sinh (tuổi) | Chiều cao | Số trận đấu | Số bàn thắng | Câu lạc bộ             |
| --------- | ------ | ---------------------- | ---------------------------- | --------- | ----------- | ------------ | ---------------------- |
| 2         | LB     | Jonathan Carlsbogård   | 19 tháng 4, 1995 (27 tuổi)   | 1.95 m    | 43          | 78           | FC Barcelona           |
| 5         | P      | Max Darj               | 27 tháng 9, 1991 (31 tuổi)   | 1.92 m    | 95          | 96           | Füchse Berlin          |
| 10        | RW     | Niclas Ekberg          | 23 tháng 12, 1988 (34 tuổi)  | 1.91 m    | 201         | 807          | THW Kiel               |
| 11        | RW     | Daniel Pettersson      | 6 tháng 5, 1992 (30 tuổi)    | 1.79 m    | 65          | 149          | SC Magdeburg           |
| 12        | GK     | Andreas Palicka        | 10 tháng 7, 1986 (36 tuổi)   | 1.89 m    | 140         | 15           | Paris Saint-Germain    |
| 15        | LW     | Hampus Wanne           | 10 tháng 12, 1993 (29 tuổi)  | 1.85 m    | 69          | 279          | FC Barcelona           |
| 18        | P      | Fredric Pettersson     | 11 tháng 2, 1989 (33 tuổi)   | 2.01 m    | 94          | 120          | Fenix Toulouse         |
| 19        | CB     | Felix Claar            | 5 tháng 1, 1997 (26 tuổi)    | 1.92 m    | 47          | 95           | Aalborg Håndbold       |
| 20        | GK     | Mikael Appelgren       | 6 tháng 9, 1989 (33 tuổi)    | 1.91 m    | 94          | 2            | Rhein-Neckar Löwen     |
| 22        | LW     | Lucas Pellas           | 28 tháng 8, 1995 (27 tuổi)   | 1.83 m    | 48          | 155          | Montpellier Handball   |
| 23        | RB     | Albin Lagergren        | 11 tháng 9, 1992 (30 tuổi)   | 1.86 m    | 87          | 255          | Rhein-Neckar Löwen     |
| 24        | CB     | Jim Gottfridsson       | 2 tháng 9, 1992 (30 tuổi)    | 1.91 m    | 132         | 426          | SG Flensburg-Handewitt |
| 26        | RB     | Linus Persson          | 16 tháng 4, 1993 (29 tuổi)   | 1.91 m    | 35          | 65           | HBC Nantes             |
| 30        | GK     | Tobias Thulin          | 5 tháng 7, 1995 (27 tuổi)    | 1.98 m    | 36          | 0            | GOG Håndbold           |
| 32        | P      | Oscar Bergendahl       | 8 tháng 3, 1995 (27 tuổi)    | 1.92 m    | 31          | 48           | TVB Stuttgart          |
| 33        | RB     | Lukas Sandell          | 3 tháng 2, 1997 (25 tuổi)    | 1.93 m    | 34          | 82           | Aalborg Håndbold       |
| 42        | LB     | Eric Johansson         | 28 tháng 6, 2000 (22 tuổi)   | 1.97 m    | 15          | 30           | THW Kiel               |
| 45        | LB     | Olle Forsell Schefvert | 13 tháng 8, 1993 (29 tuổi)   | 1.96 m    | 1           | 0            | Rhein-Neckar Löwen     |

### Brasil
Danh sách các cầu thủ được công bố vào ngày 21 tháng 12 năm 2022.
Huấn luyện viên trưởng: Marcus Oliveira
| Số thứ tự | Vị trí | Tên                        | Ngày, tháng, năm sinh (tuổi) | Chiều cao | Số trận đấu | Số bàn thắng | Câu lạc bộ                    |
| --------- | ------ | -------------------------- | ---------------------------- | --------- | ----------- | ------------ | ----------------------------- |
| 4         | CB     | João Silva                 | 29 tháng 1, 1994 (28 tuổi)   | 1.90 m    | 72          | 142          | Dinamo București              |
| 9         | CB     | Leonardo Abrahão           | 9 tháng 9, 1996 (26 tuổi)    | 1.76 m    | 0           | 0            | ABC/UMinho                    |
| 13        | P      | Rogério Moraes Ferreira    | 11 tháng 1, 1994 (29 tuổi)   | 2.04 m    | 52          | 115          | MT Melsungen                  |
| 14        | LB     | Thiagus dos Santos         | 25 tháng 1, 1989 (33 tuổi)   | 1.98 m    | 160         | 231          | FC Barcelona                  |
| 16        | GK     | Rangel da Rosa             | 11 tháng 5, 1996 (26 tuổi)   | 1.89 m    | 42          | 3            | CB Ciudad de Logroño          |
| 18        | LW     | Guilherme Torriani         | 6 tháng 2, 1999 (23 tuổi)    | 1.86 m    | 24          | 29           | BM Granollers                 |
| 19        | RW     | Fábio Chiuffa              | 10 tháng 3, 1989 (33 tuổi)   | 1.87 m    | 165         | 431          | AD Ciudad de Guadalajara      |
| 26        | RB     | Oswaldo Guimarães          | 23 tháng 10, 1989 (33 tuổi)  | 1.83 m    | 78          | 122          | Club Deportivo Torrebalonmano |
| 28        | P      | Matheus Francisco da Silva | 7 tháng 2, 1998 (24 tuổi)    | 1.98 m    | 5           | 0            | CD Bidasoa                    |
| 35        | LB     | Thiago Ponciano            | 8 tháng 5, 1994 (28 tuổi)    | 1.93 m    | 47          | 33           | US Créteil Handball           |
| 49        | LB     | Raul Nantes                | 20 tháng 3, 1990 (32 tuổi)   | 1.95 m    | 78          | 273          | Al Ahly                       |
| 62        | GK     | Leonardo Terçariol         | 14 tháng 4, 1987 (35 tuổi)   | 1.94 m    | 61          | 8            | Club Balonmano Benidorm       |
| 77        | RW     | Rudolph Hackbarth          | 10 tháng 3, 1994 (28 tuổi)   | 1.89 m    | 56          | 135          | CB Ciudad de Logroño          |
| 83        | LW     | Hugo Monta da Silva        | 6 tháng 4, 2003 (19 tuổi)    | 1.92 m    | 0           | 0            | Pinheiros                     |
| 95        | RB     | Gustavo Rodrigues          | 9 tháng 4, 1995 (27 tuổi)    | 1.90 m    | 54          | 135          | Pontault-Combault Handball    |
| 99        | LW     | Jean-Pierre Dupoux         | 16 tháng 8, 1991 (31 tuổi)   | 1.80 m    | 3           | 0            | Pontault-Combault Handball    |

### Cabo Verde
19 cầu thủ được triệu tập vào ngày 15 tháng 12 năm 2022.
Huấn luyện viên trưởng:  Ljubomir Obradović
| Số thứ tự | Vị trí | Tên                | Ngày, tháng, năm sinh (tuổi) | Chiều cao | Số trận đấu | Số bàn thắng | Câu lạc bộ                             |
| --------- | ------ | ------------------ | ---------------------------- | --------- | ----------- | ------------ | -------------------------------------- |
| 1         | GK     | Luís Almeida       | 24 tháng 3, 1994 (28 tuổi)   | 1.84 m    | 11          | 0            | CDE Camões                             |
| 3         | LB     | Délcio Pina        | 27 tháng 3, 1992 (30 tuổi)   | 1.98 m    | 34          | 2            | Madeira Andebol SAD                    |
| 4         | P      | Ivo Santos         | 28 tháng 4, 1992 (30 tuổi)   | 2.00 m    | 22          | 0            | Bergischer HC                          |
| 5         | LB     | Edmilson Araújo    | 6 tháng 1, 1994 (29 tuổi)    | 1.87 m    | 0           | 0            | CS Minaur Baia Mare                    |
| 6         | LB     | Leandro Semedo     | 24 tháng 12, 1994 (28 tuổi)  | 1.94 m    | 41          | 6            | S.L. Benfica                           |
| 7         | RW     | Flávio Fortes      | 20 tháng 9, 1992 (30 tuổi)   | 1.94 m    | 23          | 12           | Grenoble SMH Métropole Isère Handball  |
| 10        | RB     | Bruno Landim       | 3 tháng 11, 1992 (30 tuổi)   | 1.93 m    | 18          | 0            | Al-Taraji Club                         |
| 12        | GK     | Élcio Fernandes    | 23 tháng 9, 1996 (26 tuổi)   | 1.96 m    | 16          | 0            | Balonmano Sinfín                       |
| 13        | P      | Paulo Moreno       | 8 tháng 5, 1992 (30 tuổi)    | 1.97 m    | 4           | 3            | S.L. Benfica                           |
| 16        | GK     | Edmilson Gonçalves | 26 tháng 12, 1993 (29 tuổi)  | 1.89 m    | 7           | 0            | Primeiro de Agosto                     |
| 17        | RB     | Rafael Andrade     | 1 tháng 3, 1996 (26 tuổi)    | 1.82 m    | 5           | 4            | Póvoa Andebol Clube                    |
| 19        | RW     | Admilson Furtado   | 30 tháng 9, 1995 (27 tuổi)   | 1.77 m    | 16          | 12           | Academico de Viseu                     |
| 23        | LW     | Gilson Correia     | 23 tháng 4, 1995 (27 tuổi)   | 1.75 m    | 7           | 0            | Centro Cultural Recreativo Alto Moinho |
| 29        | P      | Felisberto Landim  | 6 tháng 4, 1993 (29 tuổi)    | 1.97 m    | 17          | 2            | Vitória                                |
| 30        | CB     | Elledy Semedo      | 21 tháng 3, 1988 (34 tuổi)   | 1.87 m    | 13          | 85           | Red Boys Differdange                   |
| 44        | CB     | Gualther Furtado   | 6 tháng 2, 1995 (27 tuổi)    | 1.85 m    | 25          | 5            | Club Cisne de Balonmano                |
| 88        | LW     | Nelson Pina        | 1 tháng 3, 1985 (37 tuổi)    | 1.78 m    | 6           | 10           | Belenenses                             |

### Uruguay
Danh sách các cầu thủ được công bố vào ngày 31 tháng 12 năm 2022.
Huấn luyện viên trưởng: Nicolás Guerra
| Số thứ tự | Vị trí | Tên                   | Ngày, tháng, năm sinh (tuổi) | Chiều cao | Số trận đấu | Số bàn thắng | Câu lạc bộ                    |
| --------- | ------ | --------------------- | ---------------------------- | --------- | ----------- | ------------ | ----------------------------- |
| 1         | GK     | Felipe Navarrete      | 4 tháng 8, 1999 (23 tuổi)    | 1.89 m    | 32          | 3            | Colegio Alemán                |
| 2         | P      | Gabriel Chaparro      | 20 tháng 2, 1995 (27 tuổi)   | 1.93 m    | 55          | 24           | SD Atlético Novás             |
| 3         | RW     | Facundo Lima          | 13 tháng 4, 2000 (22 tuổi)   | 1.75 m    | 8           | 10           | Pontevedrés Balonmano         |
| 11        | CB     | Diego Falabrino       | 8 tháng 11, 1993 (29 tuổi)   | 1.78 m    | 7           | 0            | Pontevedrés Balonmano         |
| 13        | RB     | Máximo Cancio         | 24 tháng 2, 1984 (38 tuổi)   | 1.90 m    | 30          | 131          | Balonmano Vetusta             |
| 14        | LB     | Bruno Borba           | 28 tháng 2, 2002 (20 tuổi)   | 1.92 m    | 15          | 30           | Pontevedrés Balonmano         |
| 16        | GK     | Felipe González       | 8 tháng 12, 1993 (29 tuổi)   | 1.89 m    | 62          | 3            | CB Maristas Algemesi          |
| 17        | RB     | Diego Morandeira      | 4 tháng 2, 1993 (29 tuổi)    | 1.86 m    | 135         | 88           | Club Balonmano Mislata        |
| 18        | P      | Zion Ramos            | 18 tháng 10, 2002 (20 tuổi)  | 1.87 m    | 6           | 12           | HK Malmö                      |
| 19        | CB     | Rodrigo Botejara      | 28 tháng 1, 1993 (29 tuổi)   | 1.73 m    | 66          | 105          | Scuola Italiana di Montevideo |
| 20        | LW     | Federico Rubbo        | 5 tháng 4, 1989 (33 tuổi)    | 1.83 m    | 68          | 228          | Scuola Italiana di Montevideo |
| 21        | LB     | Giovanni Capello      | 21 tháng 12, 2001 (21 tuổi)  | 1.88 m    | 8           | 18           | Pontevedrés Balonmano         |
| 24        | LB     | Alejandro Velazco     | 24 tháng 10, 1993 (29 tuổi)  | 1.83 m    | 77          | 308          | Colegio Alemán                |
| 36        | LW     | Cristian Rostagno     | 14 tháng 10, 1995 (27 tuổi)  | 1.78 m    | 38          | 50           | Handbol Adrianenc             |
| 40        | RB     | Maximiliano De Agrela | 19 tháng 10, 1996 (26 tuổi)  | 1.83 m    | 27          | 44           | Club Malvín                   |
| 74        | LW     | Guillermo Millán      | 7 tháng 7, 1996 (26 tuổi)    | 1.74 m    | 22          | 20           | Scuola Italiana di Montevideo |

## Bảng D

### Iceland
19 cầu thủ được triệu tập vào ngày 23 tháng 12 năm 2022.
Huấn luyện viên trưởng: Guðmundur Guðmundsson
| Số thứ tự | Vị trí | Tên                        | Ngày, tháng, năm sinh (tuổi) | Chiều cao | Số trận đấu | Số bàn thắng | Câu lạc bộ            |
| --------- | ------ | -------------------------- | ---------------------------- | --------- | ----------- | ------------ | --------------------- |
| 1         | GK     | Björgvin Páll Gústavsson   | 24 tháng 5, 1985 (37 tuổi)   | 1.93 m    | 244         | 16           | Valur                 |
| 2         | RW     | Óðinn Þór Ríkharðsson      | 23 tháng 10, 1997 (25 tuổi)  | 1.83 m    | 16          | 55           | Kadetten Schaffhausen |
| 3         | CB     | Janus Daði Smárason        | 1 tháng 1, 1995 (28 tuổi)    | 1.86 m    | 58          | 83           | Kolstad Håndball      |
| 4         | LB     | Aron Pálmarsson            | 19 tháng 7, 1990 (32 tuổi)   | 1.93 m    | 158         | 618          | Aalborg Håndbold      |
| 6         | LB     | Elvar Ásgeirsson           | 4 tháng 9, 1994 (28 tuổi)    | 1.98 m    | 9           | 17           | Ribe-Esbjerg HH       |
| 7         | RB     | Viggó Kristjánsson         | 9 tháng 12, 1993 (29 tuổi)   | 1.89 m    | 33          | 76           | SC DHfK Leipzig       |
| 8         | LW     | Bjarki Már Elísson         | 16 tháng 5, 1990 (32 tuổi)   | 1.91 m    | 91          | 291          | Telekom Veszprém      |
| 9         | CB     | Elvar Örn Jónsson          | 31 tháng 8, 1997 (25 tuổi)   | 1.89 m    | 54          | 140          | MT Melsungen          |
| 10        | CB     | Gísli Þorgeir Kristjánsson | 30 tháng 7, 1999 (23 tuổi)   | 1.91 m    | 39          | 76           | SC Magdeburg          |
| 11        | P      | Ýmir Örn Gíslason          | 1 tháng 7, 1997 (25 tuổi)    | 1.95 m    | 64          | 34           | Rhein-Neckar Löwen    |
| 13        | LB     | Ólafur Guðmundsson         | 13 tháng 5, 1990 (32 tuổi)   | 1.94 m    | 137         | 269          | GC Amicitia Zürich    |
| 14        | RB     | Ómar Ingi Magnússon        | 12 tháng 3, 1997 (25 tuổi)   | 1.86 m    | 66          | 216          | SC Magdeburg          |
| 16        | GK     | Viktor Gísli Hallgrímsson  | 24 tháng 7, 2000 (22 tuổi)   | 2.03 m    | 35          | 1            | HBC Nantes            |
| 18        | P      | Elliði Snær Viðarsson      | 15 tháng 11, 1998 (24 tuổi)  | 1.91 m    | 23          | 30           | VfL Gummersbach       |
| 19        | LW     | Hákon Daði Styrmisson      | 24 tháng 5, 1997 (25 tuổi)   | 1.84 m    | 8           | 25           | VfL Gummersbach       |
| 20        | GK     | Ágúst Elí Björgvinsson     | 11 tháng 4, 1995 (27 tuổi)   | 1.90 m    | 47          | 2            | Ribe-Esbjerg HH       |
| 21        | P      | Arnar Freyr Arnarsson      | 14 tháng 3, 1996 (26 tuổi)   | 2.00 m    | 71          | 81           | MT Melsungen          |
| 22        | RW     | Sigvaldi Guðjónsson        | 4 tháng 7, 1994 (28 tuổi)    | 1.92 m    | 49          | 127          | Kolstad Håndball      |
| 23        | RB     | Kristján Örn Kristjánsson  | 25 tháng 12, 1997 (25 tuổi)  | 1.92 m    | 21          | 29           | Pays d'Aix UC         |

### Bồ Đào Nha
Danh sách các cầu thủ được công bố vào ngày 2 tháng 1 năm 2023.
Huấn luyện viên trưởng: Paulo Pereira
| Số thứ tự | Vị trí | Tên                  | Ngày, tháng, năm sinh (tuổi) | Chiều cao | Số trận đấu | Số bàn thắng | Câu lạc bộ           |
| --------- | ------ | -------------------- | ---------------------------- | --------- | ----------- | ------------ | -------------------- |
| 4         | RW     | Pedro Portela        | 6 tháng 1, 1990 (33 tuổi)    | 1.86 m    | 116         | 382          | HBC Nantes           |
| 8         | P      | Victor Iturriza      | 22 tháng 5, 1990 (32 tuổi)   | 1.94 m    | 31          | 117          | FC Porto             |
| 10        | CB     | Miguel Martins       | 4 tháng 11, 1997 (25 tuổi)   | 1.92 m    | 76          | 177          | OTP Bank-Pick Szeged |
| 12        | GK     | Manuel Gaspar        | 9 tháng 12, 1998 (24 tuổi)   | 1.93 m    | 16          | 0            | Sporting CP          |
| 14        | CB     | Rui Silva            | 28 tháng 4, 1993 (29 tuổi)   | 1.86 m    | 113         | 193          | FC Porto             |
| 21        | LW     | Leonel Fernandes     | 12 tháng 3, 1998 (24 tuổi)   | 1.91 m    | 22          | 40           | FC Porto             |
| 22        | P      | Alexis Borges        | 6 tháng 10, 1991 (31 tuổi)   | 1.98 m    | 49          | 93           | S.L. Benfica         |
| 23        | LW     | Diogo Branquinho     | 25 tháng 7, 1994 (28 tuổi)   | 1.85 m    | 75          | 174          | FC Porto             |
| 24        | LB     | Alexandre Cavalcanti | 27 tháng 12, 1996 (26 tuổi)  | 2.01 m    | 60          | 75           | HBC Nantes           |
| 25        | RW     | António Areia        | 21 tháng 6, 1990 (32 tuổi)   | 1.90 m    | 73          | 209          | FC Porto             |
| 26        | RB     | Francisco Costa      | 16 tháng 2, 2005 (17 tuổi)   | 1.83 m    | 4           | 16           | Sporting CP          |
| 27        | LB     | André Gomes          | 27 tháng 7, 1998 (24 tuổi)   | 1.92 m    | 46          | 120          | MT Melsungen         |
| 33        | RB     | Diogo Silva          | 2 tháng 7, 1998 (24 tuổi)    | 1.98 m    | 10          | 8            | Pays d'Aix UC        |
| 35        | GK     | Miguel Espinha       | 20 tháng 7, 1993 (29 tuổi)   | 1.90 m    | 3           | 0            | Cesson Rennes MHB    |
| 41        | GK     | Gustavo Capdeville   | 31 tháng 8, 1997 (25 tuổi)   | 1.90 m    | 33          | 0            | S.L. Benfica         |
| 79        | LB     | Martim Costa         | 27 tháng 9, 2002 (20 tuổi)   | 1.88 m    | 4           | 18           | Sporting CP          |
| 82        | P      | Luís Frade           | 11 tháng 9, 1998 (24 tuổi)   | 1.94 m    | 42          | 62           | Barça                |
| 88        | LB     | Fábio Magalhães      | 12 tháng 3, 1988 (34 tuổi)   | 1.94 m    | 167         | 335          | FC Porto             |

### Hungary
19 cầu thủ được triệu tập vào ngày 5 tháng 1 năm 2023.
Huấn luyện viên trưởng:  Chema Rodríguez
| Số thứ tự | Vị trí | Tên                     | Ngày, tháng, năm sinh (tuổi) | Chiều cao | Số trận đấu | Số bàn thắng | Câu lạc bộ                   |
| --------- | ------ | ----------------------- | ---------------------------- | --------- | ----------- | ------------ | ---------------------------- |
| 2         | P      | Adrián Sipos            | 8 tháng 3, 1990 (32 tuổi)    | 1.98 m    | 50          | 26           | Telekom Veszprém             |
| 5         | RB     | Csaba Leimeter          | 15 tháng 12, 1994 (28 tuổi)  | 1.95 m    | 11          | 15           | RK Zagreb                    |
| 7         | LW     | Bendegúz Bóka           | 2 tháng 10, 1993 (29 tuổi)   | 1.93 m    | 54          | 129          | Balatonfüredi KSE            |
| 8         | LW     | Péter Kovacsics         | 13 tháng 6, 1994 (28 tuổi)   | 1.90 m    | 5           | 7            | Ferencvárosi TC              |
| 11        | LB     | Patrik Ligetvári        | 13 tháng 2, 1996 (26 tuổi)   | 2.03 m    | 67          | 65           | Telekom Veszprém             |
| 12        | GK     | Márton Székely          | 2 tháng 1, 1990 (33 tuổi)    | 1.95 m    | 71          | 0            | MOL-Tatabánya KC             |
| 16        | GK     | Roland Mikler           | 20 tháng 9, 1984 (38 tuổi)   | 1.93 m    | 227         | 1            | OTP Bank-Pick Szeged         |
| 20        | P      | Miklós Rosta            | 14 tháng 2, 1999 (23 tuổi)   | 2.03 m    | 31          | 49           | OTP Bank-Pick Szeged         |
| 21        | RB     | Zorán Ilic              | 2 tháng 1, 2002 (21 tuổi)    | 1.97 m    | 3           | 1            | Telekom Veszprém             |
| 25        | RW     | Pedro Rodríguez Álvarez | 22 tháng 8, 1990 (32 tuổi)   | 1.97 m    | 19          | 59           | MOL-Tatabánya KC             |
| 26        | GK     | Kristóf Palasics        | 19 tháng 4, 2002 (20 tuổi)   | 1.99 m    | 0           | 0            | National Academy of Handball |
| 27        | P      | Bence Bánhidi           | 9 tháng 2, 1995 (27 tuổi)    | 2.06 m    | 84          | 247          | OTP Bank-Pick Szeged         |
| 28        | P      | Szabolcs Szöllősi       | 28 tháng 1, 1989 (33 tuổi)   | 1.94 m    | 82          | 109          | Dabas KK                     |
| 29        | RW     | Bendegúz Bujdosó        | 10 tháng 12, 1994 (28 tuổi)  | 1.85 m    | 10          | 7            | Ferencvárosi TC              |
| 30        | LB     | Zoltán Szita            | 10 tháng 2, 1998 (24 tuổi)   | 1.96 m    | 43          | 106          | OTP Bank-Pick Szeged         |
| 33        | RB     | Gábor Ancsin            | 27 tháng 11, 1990 (32 tuổi)  | 2.02 m    | 131         | 273          | MOL-Tatabánya KC             |
| 39        | LB     | Richárd Bodó            | 13 tháng 3, 1993 (29 tuổi)   | 2.03 m    | 82          | 236          | OTP Bank-Pick Szeged         |
| 66        | CB     | Máté Lékai              | 16 tháng 6, 1988 (34 tuổi)   | 1.90 m    | 149         | 432          | Ferencvárosi TC              |
| 77        | CB     | Egon Hanusz             | 25 tháng 9, 1997 (25 tuổi)   | 1.77 m    | 21          | 33           | TV Bittenfeld                |

### Hàn Quốc
20 cầu thủ được triệu tập vào ngày 25 tháng 12 năm 2022 để chuẩn bị cho giải đấu.
Huấn luyện viên trưởng:  Rolando Freitas
| Số thứ tự | Vị trí | Tên            | Ngày, tháng, năm sinh (tuổi) | Chiều cao | Số trận đấu | Số bàn thắng | Câu lạc bộ                            |
| --------- | ------ | -------------- | ---------------------------- | --------- | ----------- | ------------ | ------------------------------------- |
| 3         | RW     | Shin Jae-seop  | 5 tháng 11, 1999 (23 tuổi)   | 1.83 m    | 7           | 54           | Hanam Handball Club                   |
| 7         | CB     | Kang Jeon-gu   | 11 tháng 5, 1990 (32 tuổi)   | 1.80 m    | 6           | 4            | Doosan                                |
| 8         | P      | Ku Chang-eun   | 23 tháng 12, 1993 (29 tuổi)  | 1.90 m    | 26          | 48           | Doosan                                |
| 10        | LB     | Park Young-jun | 28 tháng 1, 1994 (28 tuổi)   | 1.88 m    | 0           | 0            | Incheon Metropolitan City Corporation |
| 11        | LW     | Jang Dong-hyun | 13 tháng 1, 1995 (27 tuổi)   | 1.80 m    | 0           | 0            | SK Hawks                              |
| 13        | RB     | Jo Tae-hun     | 30 tháng 6, 1991 (31 tuổi)   | 1.83 m    | 33          | 72           | Doosan                                |
| 14        | P      | Lee Seong-min  | 14 tháng 12, 1995 (27 tuổi)  | 1.92 m    | 0           | 0            | Doosan                                |
| 17        | RB     | Kim Yeon-bin   | 24 tháng 3, 1997 (25 tuổi)   | 1.82 m    | 0           | 0            | Doosan                                |
| 26        | RW     | Kim Jin-young  | 2 tháng 2, 2000 (22 tuổi)    | 1.85 m    | 8           | 49           | CB Ademar León                        |
| 28        | LW     | Kim Gi-min     | 9 tháng 8, 1994 (28 tuổi)    | 1.83 m    | 15          | 30           | SK Hawks                              |
| 33        | RW     | Ha Min-ho      | 23 tháng 1, 1992 (30 tuổi)   | 1.90 m    | 0           | 0            | Incheon Metropolitan City Corporation |
| 34        | CB     | Oh Ju-an       | 23 tháng 6, 1994 (28 tuổi)   | 1.86 m    | 0           | 0            | SK Hawks                              |
| 37        | RB     | Ha Tae-hyun    | 15 tháng 4, 1994 (28 tuổi)   | 1.88 m    | 23          | 107          | SK Hawks                              |
| 66        | GK     | Kim Dong-wook  | 19 tháng 9, 1997 (25 tuổi)   | 1.92 m    | 8           | 0            | Doosan                                |
| 71        | LB     | Lee Hyeon-sik  | 16 tháng 2, 1992 (30 tuổi)   | 1.85 m    | 0           | 0            | SK Hawks                              |
| 77        | CB     | Lee Yo-seb     | 27 tháng 4, 1998 (24 tuổi)   | 1.75 m    | 13          | 31           | Korea Armed Forces Athletic Corps     |
| 79        | P      | Park Se-ung    | 18 tháng 3, 1998 (24 tuổi)   | 1.88 m    | 9           | 33           | SK Hawks                              |
| 94        | GK     | Lee Chang-woo  | 27 tháng 4, 2003 (19 tuổi)   | 1.90 m    | 8           | 1            | Korea National Sport University       |
| 97        | P      | Jin Yu-sung    | 12 tháng 10, 2000 (22 tuổi)  | 1.90 m    | 0           | 0            | Korea National Sport University       |
| 99        | GK     | Park Jae-yong  | 20 tháng 3, 1997 (25 tuổi)   | 1.92 m    | 13          | 0            | Korea Armed Forces Athletic Corps     |

## Bảng E

### Đức
Danh sách các cầu thủ được công bố vào ngày 23 tháng 12 năm 2022.
Huấn luyện viên trưởng:  Alfreð Gíslason
| Số thứ tự | Vị trí | Tên                | Ngày, tháng, năm sinh (tuổi) | Chiều cao | Số trận đấu | Số bàn thắng | Câu lạc bộ             |
| --------- | ------ | ------------------ | ---------------------------- | --------- | ----------- | ------------ | ---------------------- |
| 4         | P      | Johannes Golla     | 5 tháng 11, 1997 (25 tuổi)   | 1.95 m    | 48          | 154          | SG Flensburg-Handewitt |
| 15        | CB     | Juri Knorr         | 9 tháng 5, 2000 (22 tuổi)    | 1.90 m    | 27          | 41           | Rhein-Neckar Löwen     |
| 17        | RW     | Lukas Zerbe        | 17 tháng 1, 1996 (26 tuổi)   | 1.84 m    | 16          | 26           | TBV Lemgo              |
| 18        | LB     | Julian Köster      | 16 tháng 3, 2000 (22 tuổi)   | 2.00 m    | 17          | 29           | VfL Gummersbach        |
| 19        | RB     | Djibril M'Bengue   | 13 tháng 5, 1992 (30 tuổi)   | 1.95 m    | 9           | 11           | Bergischer HC          |
| 20        | LB     | Philipp Weber      | 15 tháng 9, 1992 (30 tuổi)   | 1.94 m    | 64          | 152          | SC Magdeburg           |
| 24        | RW     | Patrick Groetzki   | 4 tháng 7, 1989 (33 tuổi)    | 1.89 m    | 156         | 378          | Rhein-Neckar Löwen     |
| 25        | RB     | Kai Häfner         | 10 tháng 7, 1989 (33 tuổi)   | 1.92 m    | 120         | 275          | MT Melsungen           |
| 33        | GK     | Andreas Wolff      | 3 tháng 3, 1991 (31 tuổi)    | 1.98 m    | 126         | 13           | Industria Kielce       |
| 34        | LW     | Rune Dahmke        | 10 tháng 4, 1993 (29 tuổi)   | 1.89 m    | 41          | 76           | THW Kiel               |
| 36        | LW     | Lukas Mertens      | 22 tháng 3, 1996 (26 tuổi)   | 1.82 m    | 12          | 25           | SC Magdeburg           |
| 39        | LB     | Lukas Stutzke      | 14 tháng 1, 1998 (24 tuổi)   | 1.95 m    | 6           | 7            | Bergischer HC          |
| 40        | CB     | Simon Ernst        | 2 tháng 4, 1994 (28 tuổi)    | 1.95 m    | 54          | 39           | SC DHfK Leipzig        |
| 41        | GK     | Joel Birlehm       | 25 tháng 4, 1997 (25 tuổi)   | 1.96 m    | 4           | 0            | Rhein-Neckar Löwen     |
| 44        | RB     | Christoph Steinert | 18 tháng 1, 1990 (32 tuổi)   | 1.95 m    | 13          | 30           | HC Erlangen            |
| 80        | P      | Jannik Kohlbacher  | 19 tháng 7, 1995 (27 tuổi)   | 1.93 m    | 82          | 162          | Rhein-Neckar Löwen     |
| 95        | LB     | Paul Drux          | 7 tháng 2, 1995 (27 tuổi)    | 1.92 m    | 115         | 207          | Füchse Berlin          |
| 96        | P      | Tim Zechel         | 28 tháng 9, 1996 (26 tuổi)   | 1.93 m    | 4           | 5            | HC Erlangen            |
| 99        | CB     | Luka Witzke        | 3 tháng 4, 1999 (23 tuổi)    | 1.92 m    | 12          | 23           | SC DHfK Leipzig        |

### Qatar
23 cầu thủ được triệu tập vào ngày 1 tháng 8 năm 2022 để chuẩn bị cho giải đấu.
Huấn luyện viên trưởng:  Valero Rivera López
| Số thứ tự | Vị trí | Tên                 | Ngày, tháng, năm sinh (tuổi) | Chiều cao | Số trận đấu | Số bàn thắng | Câu lạc bộ  |
| --------- | ------ | ------------------- | ---------------------------- | --------- | ----------- | ------------ | ----------- |
| 1         | GK     | Rasheed Yusuff      | 16 tháng 10, 1994            | 1.90 m    | 64          | 0            | Al Sadd     |
| 4         | LB     | Nader Saleh Ahmed   | 26 tháng 5, 1994             | 1.85 m    | 41          | 57           | Al Ahli     |
| 6         | RW     | Mohammed Mahmood    | 2 tháng 10, 1998             | 1.76 m    | 15          | 32           | Al Sadd     |
| 9         | LB     | Rafael Capote       | 5 tháng 10, 1987             | 2.00 m    | 88          | 336          | Al Duhail   |
| 12        | GK     | Bilal Lepenica      | 26 tháng 12, 1996            | 1.91 m    | 44          | 0            | Al Duhail   |
| 13        | RW     | Eldar Memišević     | 21 tháng 6, 1992             | 1.78 m    | 114         | 225          | Al-Rayyan   |
| 17        | RB     | Jovan Gačević       | 14 tháng 9, 1998             | 1.98 m    | 13          | 48           | Al-Rayyan   |
| 23        | RW     | Allaedine Berrached | 31 tháng 1, 1994             | 1.86 m    | 74          | 178          | Al Duhail   |
| 25        | CB     | Kamalaldin Mallash  | 1 tháng 1, 1992              | 1.85 m    | 91          | 161          | Al-Rayyan   |
| 27        | RB     | Bilel Messoud       | 25 tháng 5, 2000             | 1.89 m    | 14          | 41           | Al Ahli     |
| 31        | LW     | Ahmad Madadi (c)    | 31 tháng 8, 1994             | 1.75 m    | 77          | 258          | Al Duhail   |
| 32        | LW     | Ali Alderi          | 23 tháng 5, 1989             | 1.86 m    | 18          | 40           | Khaleej     |
| 37        | P      | Yassine Sami        | 1 tháng 5, 1985              | 1.91 m    | 40          | 41           | Al Wakrah   |
| 41        | P      | Youssef Benali      | 28 tháng 5, 1987             | 1.93 m    | 87          | 262          | Al-Rayyan   |
| 44        | P      | Salem Anwar         | 5 tháng 5, 1994              | 1.81 m    | 19          | 23           | Al Ahli     |
| 55        | CB     | Abdelrahman Abdalla | 1 tháng 1, 1994              | 1.89 m    | 48          | 85           | Al Duhail   |
| 86        | LW     | Mahmoud Hassaballa  | 22 tháng 11, 1986            | 1.91 m    | 105         | 128          | Sharjah     |
| 88        | CB     | Moustafa Heiba      | 17 tháng 12, 1996            | 1.84 m    | 66          | 168          | Al Wakrah   |
| 90        | CB     | Ebrahim Shebl       | 14 tháng 4, 1996             | 1.84 m    | 30          | 54           | Al Sadd     |
| 94        | LB     | Ameen Zakkar        | 15 tháng 6, 1994             | 1.98 m    | 79          | 110          | Khaleej     |
| 98        | GK     | Anadin Suljaković   | 16 tháng 6, 1998             | 1.96 m    | 21          | 0            | HSG Wetzlar |

### Serbia
19 cầu thủ được triệu tập vào ngày 30 tháng 12 năm 2022.
Huấn luyện viên trưởng:  Toni Gerona
| Số thứ tự | Vị trí | Tên                 | Ngày, tháng, năm sinh (tuổi) | Chiều cao | Số trận đấu | Số bàn thắng | Câu lạc bộ                    |
| --------- | ------ | ------------------- | ---------------------------- | --------- | ----------- | ------------ | ----------------------------- |
| 1         | GK     | Milan Bomaštar      | 10 tháng 7, 1999 (23 tuổi)   | 2.00 m    | 9           | 0            | IFK Skövde                    |
| 3         | RW     | Vukašin Vorkapić    | 1 tháng 10, 1997 (25 tuổi)   | 1.87 m    | 32          | 60           | US Ivry Handball              |
| 6         | LB     | Uroš Borzaš         | 28 tháng 7, 1999 (23 tuổi)   | 1.88 m    | 16          | 33           | Elverum Håndball              |
| 11        | LB     | Ilija Abutović      | 2 tháng 8, 1988 (34 tuổi)    | 2.00 m    | 44          | 22           | C' Chartres MHB               |
| 17        | RW     | Bogdan Radivojević  | 2 tháng 3, 1993 (29 tuổi)    | 1.92 m    | 68          | 234          | OTP Bank-Pick Szeged          |
| 19        | LW     | Nemanja Ilić        | 11 tháng 5, 1990 (32 tuổi)   | 1.76 m    | 124         | 322          | Fenix Toulouse                |
| 20        | P      | Dragan Pechmalbec   | 5 tháng 1, 1996 (27 tuổi)    | 1.94 m    | 8           | 21           | Telekom Veszprém              |
| 21        | LW     | Vanja Ilić          | 25 tháng 2, 1993 (29 tuổi)   | 1.85 m    | 56          | 145          | C' Chartres MHB               |
| 23        | RB     | Predrag Vejin       | 17 tháng 12, 1992 (30 tuổi)  | 1.92 m    | 7           | 6            | RK Nexe Našice                |
| 24        | CB     | Lazar Kukić         | 12 tháng 12, 1995 (27 tuổi)  | 1.88 m    | 39          | 92           | Dinamo București              |
| 29        | P      | Ivan Popović        | 21 tháng 3, 1994 (28 tuổi)   | 1.95 m    | 4           | 2            | Club Deportivo Torrebalonmano |
| 30        | RB     | Jovica Nikolić      | 18 tháng 11, 2001 (21 tuổi)  | 1.92 m    | 14          | 36           | HSG Wetzlar                   |
| 33        | P      | Mijajlo Marsenić    | 9 tháng 3, 1993 (29 tuổi)    | 2.02 m    | 99          | 285          | Füchse Berlin                 |
| 36        | RB     | Miloš Orbović       | 2 tháng 11, 1993 (29 tuổi)   | 1.93 m    | 16          | 28           | HC Kriens-Luzern              |
| 39        | LB     | Marko Milosavljević | 13 tháng 9, 1998 (24 tuổi)   | 1.97 m    | 13          | 32           | CB Ademar León                |
| 40        | CB     | Stefan Dodić        | 13 tháng 3, 2003 (19 tuổi)   | 1.96 m    | 4           | 2            | RK Zagreb                     |
| 44        | LB     | Petar Đorđić        | 17 tháng 9, 1990 (32 tuổi)   | 1.97 m    | 45          | 128          | Benfica                       |
| 76        | GK     | Vladimir Cupara     | 19 tháng 2, 1994 (28 tuổi)   | 1.99 m    | 61          | 4            | Telekom Veszprém              |
| 96        | GK     | Dejan Milosavljev   | 16 tháng 3, 1996 (26 tuổi)   | 1.96 m    | 55          | 2            | Füchse Berlin                 |

### Algérie
19 cầu thủ được triệu tập vào ngày 2 tháng 1 năm 2023 để chuẩn bị cho giải đấu.
Huấn luyện viên trưởng: Rabah Gherbi
| Số thứ tự | Vị trí | Tên                    | Ngày, tháng, năm sinh (tuổi) | Chiều cao | Số trận đấu | Số bàn thắng | Câu lạc bộ                      |
| --------- | ------ | ---------------------- | ---------------------------- | --------- | ----------- | ------------ | ------------------------------- |
| 2         | LB     | Zoheïr Naïm            | 3 tháng 5, 1996 (26 tuổi)    | 1.88 m    | 30          | 78           | Sharjah FC                      |
| 4         | LB     | Noureddine Hellal      | 23 tháng 5, 1996 (26 tuổi)   | 1.86 m    | 13          | 22           | Maliha Sports Club              |
| 5         | CB     | Bounab Hani Abderrafik | 20 tháng 12, 2000 (22 tuổi)  | 1.88 m    | 0           | 0            | JSE Skikda                      |
| 7         | LB     | Hichem Daoud           | 9 tháng 1, 1992 (31 tuổi)    | 1.89 m    | 105         | 155          | Limoges Handball                |
| 9         | LB     | Wail Melazem           | 14 tháng 9, 2000 (22 tuổi)   | 1.90 m    | 0           | 0            | MM Batna                        |
| 14        | CB     | Benhalima Nori Selim   | 15 tháng 5, 1998 (24 tuổi)   | 1.90 m    | 0           | 0            | Nancy Handball                  |
| 16        | GK     | Yahia Zemouchi         | 17 tháng 9, 1994 (28 tuổi)   | 1.93 m    | 16          | 0            | Al-Salmiya                      |
| 17        | LW     | Djedid Yacine          | 6 tháng 4, 1997 (25 tuổi)    | 1.84 m    | 8           | 25           | MC Alger                        |
| 18        | P      | Hichem Kaabeche        | 12 tháng 3, 1990 (32 tuổi)   | 1.92 m    | 80          | 133          | Beşiktaş                        |
| 22        | GK     | Khalifa Ghedbane       | 26 tháng 11, 1996 (26 tuổi)  | 1.98 m    | 52          | 5            | Dinamo București                |
| 25        | P      | Sofiane Bendjilali     | 28 tháng 3, 1995 (27 tuổi)   | 1.89 m    | 13          | 13           | AC Diomidis Argous              |
| 26        | LB     | Mokhtar Kouri          | 29 tháng 2, 1996 (26 tuổi)   | 1.94 m    | 18          | 39           | HBC El Biar                     |
| 27        | LW     | Abrous Rayane          | 16 tháng 8, 2001 (21 tuổi)   | 1.91 m    | 0           | 0            | HBC El Biar                     |
| 36        | CB     | Rahim Abdelkader       | 12 tháng 7, 1990 (32 tuổi)   | 1.85 m    | 102         | 211          | Shabab Al Ahli Club             |
| 77        | LW     | Réda Arib              | 22 tháng 10, 1991 (31 tuổi)  | 1.86 m    | 40          | 65           | MC Alger                        |
| 87        | LB     | Ayoub Abdi             | 16 tháng 2, 1997 (25 tuổi)   | 1.89 m    | 47          | 139          | Fenix Toulouse HB               |
| 94        | P      | Bastien Khermouche     | 10 tháng 11, 1993 (29 tuổi)  | 1.92 m    | 11          | 18           | Dijon Métropole Handball        |
| 97        | RW     | Sami Douchet           | 21 tháng 4, 1997 (25 tuổi)   | 1.79 m    | 0           | 0            | Sarrebourg Moselle Sud Handball |

## Bảng F

### Na Uy
20 cầu thủ được triệu tập vào ngày 12 tháng 12 năm 2023. Danh sách rút gọn được công bố vào ngày 13 tháng 1 năm 2023.
Huấn luyện viên trưởng: Jonas Wille
| Số thứ tự | Vị trí | Tên                      | Ngày, tháng, năm sinh (tuổi) | Chiều cao | Số trận đấu | Số bàn thắng | Câu lạc bộ             |
| --------- | ------ | ------------------------ | ---------------------------- | --------- | ----------- | ------------ | ---------------------- |
| 3         | DF     | Vetle Eck Aga            | 4 tháng 10, 1993 (29 tuổi)   | 1.90 m    | 21          | 2            | Kolstad Håndball       |
| 5         | CB     | Sander Sagosen           | 14 tháng 9, 1995 (27 tuổi)   | 1.95 m    | 139         | 708          | THW Kiel               |
| 6         | LW     | Sebastian Barthold       | 27 tháng 8, 1991 (31 tuổi)   | 1.90 m    | 55          | 147          | Aalborg Håndbold       |
| 7         | CB     | Sander Øverjordet        | 8 tháng 4, 1996 (26 tuổi)    | 1.97 m    | 37          | 32           | KIF Kolding            |
| 11        | P      | Petter Øverby            | 26 tháng 3, 1992 (30 tuổi)   | 1.94 m    | 109         | 90           | THW Kiel               |
| 12        | GK     | Kristian Sæverås         | 22 tháng 6, 1996 (26 tuổi)   | 1.97 m    | 55          | 3            | SC DHfK Leipzig        |
| 13        | LB     | Erik Thorsteinsen Toft   | 14 tháng 11, 1992 (30 tuổi)  | 1.90 m    | 16          | 41           | KIF Kolding            |
| 19        | RW     | Kristian Bjørnsen        | 10 tháng 1, 1989 (34 tuổi)   | 1.92 m    | 167         | 611          | Aalborg Håndbold       |
| 21        | P      | Magnus Gullerud          | 13 tháng 11, 1991 (31 tuổi)  | 1.93 m    | 163         | 225          | Kolstad Håndball       |
| 23        | LB     | Gøran Johannessen        | 26 tháng 4, 1994 (28 tuổi)   | 1.93 m    | 88          | 203          | SG Flensburg-Handewitt |
| 24        | CB     | Christian O'Sullivan (c) | 22 tháng 8, 1991 (31 tuổi)   | 1.90 m    | 160         | 260          | SC Magdeburg           |
| 27        | RB     | Harald Reinkind          | 17 tháng 8, 1992 (30 tuổi)   | 1.96 m    | 140         | 306          | THW Kiel               |
| 28        | CB     | Tobias Grøndahl          | 22 tháng 1, 2001 (21 tuổi)   | 1.82 m    | 10          | 18           | Elverum Håndball       |
| 30        | GK     | Torbjørn Bergerud        | 16 tháng 7, 1994 (28 tuổi)   | 2.00 m    | 118         | 0            | Kolstad Håndball       |
| 32        | P      | Thomas Solstad           | 26 tháng 2, 1997 (25 tuổi)   | 1.90 m    | 24          | 35           | Bjerringbro-Silkeborg  |
| 44        | RW     | Kevin Gulliksen          | 9 tháng 11, 1996 (26 tuổi)   | 1.85 m    | 73          | 139          | Frisch Auf Göppingen   |
| 71        | LW     | Alexander Blonz          | 17 tháng 4, 2000 (22 tuổi)   | 1.83 m    | 55          | 101          | OTP Bank-Pick Szeged   |
| 77        | RB     | Magnus Abelvik Rød       | 7 tháng 7, 1997 (25 tuổi)    | 2.04 m    | 69          | 144          | SG Flensburg-Handewitt |

### Bắc Macedonia
23 cầu thủ được triệu tập vào ngày 14 tháng 12 năm 2022 để chuẩn bị cho giải đấu.
Huấn luyện viên trưởng: Kiril Lazarov
| Số thứ tự | Vị trí | Tên                   | Ngày, tháng, năm sinh (tuổi) | Chiều cao | Số trận đấu | Số bàn thắng | Câu lạc bộ             |
| --------- | ------ | --------------------- | ---------------------------- | --------- | ----------- | ------------ | ---------------------- |
| 1         | GK     | Nikola Mitrevski      | 3 tháng 10, 1985 (37 tuổi)   | 1.88 m    | 125         | 6            | FC Porto Sofarma       |
| 3         | LW     | Dejan Manaskov        | 26 tháng 8, 1992 (30 tuổi)   | 1.82 m    | 74          | 279          | RK Vardar 1961         |
| 9         | CB     | Igor Gjorgiev         | 2 tháng 6, 2000 (22 tuổi)    | 1.91 m    | 6           | 9            | RK Alkaloid            |
| 11        | LB     | Filip Taleski         | 28 tháng 3, 1996 (26 tuổi)   | 2.00 m    | 55          | 131          | RK Vardar 1961         |
| 12        | GK     | Martin Tomovski       | 10 tháng 7, 1997 (25 tuổi)   | 1.94 m    | 17          | 0            | RK Vardar 1961         |
| 17        | P      | Nikola Markoski       | 22 tháng 5, 1990 (32 tuổi)   | 1.98 m    | 60          | 20           | RK Alkaloid            |
| 18        | LB     | Filip Kuzmanovski     | 3 tháng 7, 1996 (26 tuổi)    | 1.98 m    | 53          | 75           | TSV Hannover-Burgdorf  |
| 19        | RW     | Nenad Kosteski        | 4 tháng 3, 2001 (21 tuổi)    | 1.89 m    | 5           | 7            | RK Eurofarm Pelister   |
| 22        | RW     | Goce Georgievski      | 12 tháng 2, 1987 (35 tuổi)   | 1.85 m    | 125         | 286          | RK Vardar 1961         |
| 31        | LB     | Mihajlo Mladenovikj   | 21 tháng 9, 2000 (22 tuổi)   | 1.90 m    | 6           | 0            | RK Alkaloid            |
| 33        | P      | Žarko Peševski        | 11 tháng 4, 1991 (31 tuổi)   | 1.95 m    | 60          | 85           | RK Eurofarm Pelister   |
| 34        | RB     | Tomislav Jagurinovski | 19 tháng 8, 1998 (24 tuổi)   | 1.88 m    | 7           | 5            | RK Tineks Prolet       |
| 38        | CB     | Ivan Djonov           | 15 tháng 7, 1997 (25 tuổi)   | 1.95 m    | 2           | 3            | RK Tineks Prolet       |
| 42        | P      | Marko Stojkovikj      | 27 tháng 6, 2003 (19 tuổi)   | 1.92 m    | 1           | 3            | RK Alkaloid            |
| 55        | LW     | Petar Atanasijevikj   | 9 tháng 7, 2003 (19 tuổi)    | 1.92 m    | 0           | 0            | RK Eurofarm Pelister 2 |
| 77        | RB     | Martin Serafimov      | 3 tháng 3, 2000 (22 tuổi)    | 1.90 m    | 21          | 14           | RK Alkaloid            |
| 79        | RB     | David Savrevski       | 16 tháng 6, 2002 (20 tuổi)   | 1.99 m    | 0           | 0            | RK Vardar 1961         |
| 88        | CB     | Pavle Atanasijevikj   | 9 tháng 7, 2003 (19 tuổi)    | 1.95 m    | 2           | 3            | RK Eurofarm Pelister   |
| 92        | P      | Kostadin Petrov       | 30 tháng 3, 1992 (30 tuổi)   | 1.90 m    | 1           | 0            | Þór Akureyri           |

### Argentina
19 cầu thủ được triệu tập vào ngày 1 tháng 1 năm 2023 để chuẩn bị cho giải đấu.
Huấn luyện viên trưởng: Guillermo Milano
| Số thứ tự | Vị trí | Tên                  | Ngày, tháng, năm sinh (tuổi) | Chiều cao | Số trận đấu | Số bàn thắng | Câu lạc bộ               |
| --------- | ------ | -------------------- | ---------------------------- | --------- | ----------- | ------------ | ------------------------ |
| 3         | RB     | Federico Pizarro     | 7 tháng 9, 1986 (36 tuổi)    | 1.85 m    | 222         | 735          | BM Ciudad Encantada      |
| 5         | RB     | Pablo Vainstein      | 18 tháng 7, 1989 (33 tuổi)   | 1.85 m    | 114         | 117          | BM Benidorm              |
| 6         | CB     | Diego Simonet        | 26 tháng 12, 1989 (33 tuổi)  | 1.90 m    | 116         | 356          | Montpellier Handball     |
| 7         | LW     | Ignacio Pizarro      | 8 tháng 2, 1990 (32 tuổi)    | 1.78 m    | 68          | 205          | BM Ciudad Encantada      |
| 8         | CB     | Pablo Simonet        | 4 tháng 5, 1992 (30 tuổi)    | 1.85 m    | 117         | 252          | BM Ciudad Encantada      |
| 11        | P      | Lucas Moscariello    | 19 tháng 2, 1992 (30 tuổi)   | 1.90 m    | 76          | 162          | Montpellier Handball     |
| 14        | P      | Franco Gavidia       | 25 tháng 9, 1991 (31 tuổi)   | 1.97 m    | 92          | 3            | KH Besa Famgas           |
| 15        | LW     | Francisco Lombardi   | 5 tháng 12, 1995 (27 tuổi)   | 1.75 m    | 7           | 13           | AD Ciudad de Guadalajara |
| 17        | P      | Gonzalo Carró Castro | 9 tháng 6, 1994 (28 tuổi)    | 1.93 m    | 20          | 11           | Club Balonmano Nava      |
| 19        | CB     | Pedro Martínez Cami  | 20 tháng 12, 1999 (23 tuổi)  | 1.91 m    | 24          | 49           | Colegio Ward             |
| 20        | RW     | Ramiro Martínez      | 22 tháng 7, 1995 (27 tuổi)   | 1.80 m    | 45          | 110          | BM Benidorm              |
| 22        | RW     | Facundo Cangiani     | 23 tháng 4, 1991 (31 tuổi)   | 1.82 m    | 41          | 49           | BM Torrelavega           |
| 23        | LB     | James Parker         | 9 tháng 6, 1994 (28 tuổi)    | 1.87 m    | 20          | 25           | Zamalek                  |
| 30        | LB     | Fabrizio Casanova    | 18 tháng 12, 1993 (29 tuổi)  | 1.90 m    | 4           | 4            | BM Torrelavega           |
| 31        | LB     | Santiago Barceló     | 5 tháng 9, 2002 (20 tuổi)    | 1.90 m    | 2           | 5            | BM Benidorm              |
| 40        | GK     | Leonel Maciel        | 4 tháng 1, 1989 (34 tuổi)    | 1.92 m    | 98          | 12           | Sporting                 |
| 77        | LB     | Nicolás Bonanno      | 18 tháng 11, 1991 (31 tuổi)  | 1.98 m    | 66          | 60           | SCDR Anaitasuna          |
| 87        | GK     | Juan Bar             | 29 tháng 6, 1987 (35 tuổi)   | 1.90 m    | 51          | 2            | SCDR Anaitasuna          |

### Hà Lan
Danh sách các cầu thủ được công bố vào ngày 12 tháng 12 năm 2022.
Huấn luyện viên trưởng:  Staffan Olsson
| Số thứ tự | Vị trí | Tên                | Ngày, tháng, năm sinh (tuổi) | Chiều cao | Số trận đấu | Số bàn thắng | Câu lạc bộ               |
| --------- | ------ | ------------------ | ---------------------------- | --------- | ----------- | ------------ | ------------------------ |
| 1         | GK     | Bart Ravensbergen  | 14 tháng 3, 1993 (29 tuổi)   | 1.90 m    | 78          | 7            | HSG Nordhorn-Lingen      |
| 3         | CB     | Ivar Stavast       | 13 tháng 1, 1998 (24 tuổi)   | 1.91 m    | 19          | 17           | HSV Dresden              |
| 5         | LW     | Rutger ten Velde   | 5 tháng 3, 1997 (25 tuổi)    | 1.78 m    | 41          | 85           | TuS Nettelstedt-Lübbecke |
| 7         | LB     | Robin Schoenaker   | 23 tháng 8, 1995 (27 tuổi)   | 1.96 m    | 32          | 7            | Sporting Pelt            |
| 8         | P      | Evert Kooijman     | 28 tháng 1, 1996 (26 tuổi)   | 1.96 m    | 29          | 33           | RKHV Volendam            |
| 11        | RB     | Iso Sluijters      | 24 tháng 7, 1990 (32 tuổi)   | 1.92 m    | 96          | 190          | GC Amicitia Zürich       |
| 12        | CB     | Luc Steins         | 22 tháng 3, 1995 (27 tuổi)   | 1.72 m    | 85          | 239          | Paris Saint-Germain      |
| 13        | P      | Samir Benghanem    | 10 tháng 12, 1993 (29 tuổi)  | 1.96 m    | 50          | 82           | Green Park/Aalsmeer      |
| 14        | RW     | Bobby Schagen      | 13 tháng 1, 1990 (32 tuổi)   | 1.90 m    | 112         | 352          | TBV Lemgo                |
| 20        | RB     | Niels Versteijnen  | 3 tháng 2, 2002 (20 tuổi)    | 2.00 m    | 19          | 17           | TBV Lemgo                |
| 22        | LB     | Jasper Adams       | 3 tháng 7, 1989 (33 tuổi)    | 2.00 m    | 99          | 205          | KEMBIT/LIONS             |
| 23        | LB     | Jorn Smits         | 3 tháng 9, 1992 (30 tuổi)    | 1.93 m    | 57          | 84           | Lemvig-Thyborøn Håndbold |
| 24        | LW     | Jeffrey Boomhouwer | 15 tháng 6, 1988 (34 tuổi)   | 1.80 m    | 93          | 224          | Green Park/Aalsmeer      |
| 30        | GK     | Arjan Versteijnen  | 3 tháng 2, 2000 (22 tuổi)    | 1.93 m    | 2           | 1            | Bevo HC                  |
| 31        | RB     | Kay Smits          | 31 tháng 3, 1997 (25 tuổi)   | 1.85 m    | 65          | 277          | SC Magdeburg             |
| 34        | RB     | Tom Jansen         | 8 tháng 6, 1998 (24 tuổi)    | 1.99 m    | 17          | 34           | VfL Gummersbach          |
| 38        | RW     | Rob Schmeits       | 11 tháng 6, 1994 (28 tuổi)   | 1.85 m    | 3           | 2            | KEMBIT/LIONS             |
| 77        | CB     | Dani Baijens       | 5 tháng 5, 1998 (24 tuổi)    | 1.82 m    | 58          | 131          | HSV Hamburg              |

## Bảng G

### Ai Cập
Huấn luyện viên trưởng:  Roberto García Parrondo
| Số thứ tự | Vị trí | Tên                    | Ngày, tháng, năm sinh (tuổi) | Chiều cao | Số trận đấu | Số bàn thắng | Câu lạc bộ       |
| --------- | ------ | ---------------------- | ---------------------------- | --------- | ----------- | ------------ | ---------------- |
| 1         | GK     | Abdelrahman Homayed    | 15 tháng 1, 2000             | 1.92 m    | 0           | 0            | Al Ahly          |
| 7         | P      | Shady Ramadan          | 21 tháng 11, 1996            | 1.86 m    | 4           | 3            | Zamalek          |
| 11        | LW     | Ahmed El-Nakkady       | 18 tháng 3, 1993             | 1.76 m    | 58          | 45           | Zamalek          |
| 15        | LB     | Ahmed Hesham           | 15 tháng 5, 2000             | 1.91 m    | 49          | 60           | USAM Nîmes Gard  |
| 17        | CB     | Ahmed Khairi           | 15 tháng 9, 1994             | 1.88 m    | 16          | 20           | Al Ahly          |
| 24        | P      | Ibrahim El-Masry       | 11 tháng 3, 1989             | 1.92 m    | 259         | 78           | Al Ahly          |
| 31        | LW     | Omar El-Wakil          | 14 tháng 5, 1988             | 1.74 m    | 215         | 288          | Zamalek          |
| 39        | CB     | Yehia El-Deraa         | 17 tháng 7, 1995             | 1.92 m    | 153         | 288          | Veszprém         |
| 42        | LB     | Hassan Kaddah          | 1 tháng 5, 2000              | 2.05 m    | 49          | 48           | Zamalek          |
| 45        | CB     | Seif El-Deraa          | 19 tháng 9, 1998             | 1.87 m    | 49          | 76           | Zamalek          |
| 48        | RB     | Mohab Abdelhak         | 20 tháng 1, 2003             | 1.91 m    | 12          | 38           | Al Ahly          |
| 53        | RW     | Akram Saad             | 22 tháng 11, 1994            | 1.72 m    | 44          | 132          | Zamalek          |
| 55        | RB     | Mohsen Mahmoud         | 11 tháng 3, 1998             | 1.92 m    | 37          | 58           | Al Ahly          |
| 80        | P      | Ahmed Mesilhy          | 25 tháng 11, 1994            | 1.84 m    | 18          | 15           | Al Ahly          |
| 88        | GK     | Karim Handawy          | 1 tháng 5, 1988              | 1.88 m    | 167         | 0            | Zamalek          |
| 89        | P      | Mohamed Mamdouh Shebib | 1 tháng 4, 1989              | 1.94 m    | 254         | 311          | Sharjah          |
| 90        | LB     | Ali Zein               | 14 tháng 12, 1990            | 1.93 m    | 301         | 429          | Sharjah          |
| 91        | RW     | Mohamed Sanad          | 16 tháng 1, 1991             | 1.88 m    | 162         | 401          | USAM Nîmes Gard  |
| 92        | GK     | Mohamed Aly            | 13 tháng 11, 1992            | 1.84 m    | 12          | 0            | Balonmano Sinfín |

### Croatia
21 cầu thủ được triệu tập vào ngày 30 tháng 12 năm 2022 để chuẩn bị cho giải đấu.
Huấn luyện viên trưởng: Hrvoje Horvat
| Số thứ tự | Vị trí | Tên                | Ngày, tháng, năm sinh (tuổi) | Chiều cao | Số trận đấu | Số bàn thắng | Câu lạc bộ           |
| --------- | ------ | ------------------ | ---------------------------- | --------- | ----------- | ------------ | -------------------- |
| 2         | LW     | Lovro Mihić        | 25 tháng 8, 1994 (28 tuổi)   | 1.81 m    | 40          | 52           | Orlen Wisła Płock    |
| 5         | CB     | Domagoj Duvnjak    | 1 tháng 6, 1988 (34 tuổi)    | 1.97 m    | 229         | 731          | THW Kiel             |
| 10        | LB     | Jakov Gojun        | 18 tháng 4, 1986 (36 tuổi)   | 2.03 m    | 166         | 80           | PPD Zagreb           |
| 14        | RW     | Paolo Kraljević    | 31 tháng 3, 2001 (21 tuổi)   | 1.87 m    | 0           | 0            | PPD Zagreb           |
| 17        | LB     | Josip Šarac        | 24 tháng 2, 1998 (24 tuổi)   | 2.01 m    | 20          | 9            | Frisch Auf Göppingen |
| 18        | CB     | Igor Karačić       | 2 tháng 11, 1988 (34 tuổi)   | 1.91 m    | 98          | 236          | Industria Kielce     |
| 28        | P      | Željko Musa        | 8 tháng 1, 1986 (37 tuổi)    | 2.00 m    | 146         | 118          | PPD Zagreb           |
| 31        | RB     | Luka Šebetić       | 26 tháng 5, 1994 (28 tuổi)   | 1.98 m    | 40          | 35           | GWD Minden           |
| 33        | CB     | Luka Cindrić       | 5 tháng 7, 1993 (29 tuổi)    | 1.83 m    | 86          | 229          | Barça                |
| 35        | GK     | Mate Šunjić        | 18 tháng 3, 1987 (35 tuổi)   | 1.95 m    | 26          | 1            | US Ivry Handball     |
| 40        | P      | Nikola Grahovac    | 14 tháng 12, 1998 (24 tuổi)  | 2.01 m    | 8           | 3            | PPD Zagreb           |
| 43        | GK     | Dino Slavić        | 4 tháng 12, 1992 (30 tuổi)   | 1.85 m    | 2           | 0            | PPD Zagreb           |
| 48        | GK     | Dominik Kuzmanović | 15 tháng 8, 2002 (20 tuổi)   | 1.91 m    | 3           | 0            | RK Nexe Našice       |
| 51        | RB     | Ivan Martinović    | 6 tháng 1, 1998 (25 tuổi)    | 1.94 m    | 27          | 107          | MT Melsungen         |
| 52        | P      | Leon Šušnja        | 5 tháng 8, 1993 (29 tuổi)    | 2.04 m    | 15          | 21           | Orlen Wisła Płock    |
| 53        | P      | Marin Šipić        | 29 tháng 4, 1996 (26 tuổi)   | 1.90 m    | 44          | 84           | HC Kriens Luzern     |
| 57        | RW     | Filip Glavaš       | 6 tháng 5, 1997 (25 tuổi)    | 1.84 m    | 13          | 31           | RK Trimo Trebnje     |
| 58        | LB     | Zvonimir Srna      | 18 tháng 1, 1998 (24 tuổi)   | 2.02 m    | 8           | 6            | PPD Zagreb           |
| 62        | LW     | Marin Jelinić      | 7 tháng 12, 1996 (26 tuổi)   | 1.94 m    | 12          | 28           | RK Nexe              |

### Maroc
Danh sách các cầu thủ được công bố vào ngày 28 tháng 12 năm 2022.
Huấn luyện viên trưởng: Noureddine Bouhaddioui
| Số thứ tự | Vị trí | Tên                  | Ngày, tháng, năm sinh (tuổi) | Chiều cao | Số trận đấu | Số bàn thắng | Câu lạc bộ                     |
| --------- | ------ | -------------------- | ---------------------------- | --------- | ----------- | ------------ | ------------------------------ |
| 7         | RW     | Reida Rezzouki       | 7 tháng 8, 1997 (25 tuổi)    | 1.84 m    | 33          | 101          | Tremblay-en-France Handball    |
| 8         | CB     | Mohamed Bentaleb     | 1 tháng 1, 1992 (31 tuổi)    | 1.90 m    | 54          | 109          | AS FAR                         |
| 9         | LB     | Mohamed Zaher        | 17 tháng 4, 1994 (28 tuổi)   | 1.90 m    | 16          | 2            | AS FAR                         |
| 12        | GK     | Alae Laaroussi       | 20 tháng 4, 1983 (39 tuổi)   | 1.90 m    | 61          | 6            | Mountada El Fida               |
| 13        | RB     | Hicham El Hakimy     | 5 tháng 12, 1989 (33 tuổi)   | 1.91 m    | 48          | 154          | AS FAR                         |
| 14        | CB     | Adam Arbaa           | 14 tháng 9, 1999 (23 tuổi)   | 1.80 m    | 3           | 5            | Torcy Handball Marne La Vallée |
| 16        | GK     | Jamal Ouaali         | 14 tháng 11, 1999 (23 tuổi)  | 1.93 m    | 10          | 2            | Raja d'Agadir                  |
| 19        | RW     | Redouane Braout      | 29 tháng 12, 1991 (31 tuổi)  | 1.80 m    | 34          | 39           | Raja d'Agadir                  |
| 20        | LW     | Ryad Lakbi           | 4 tháng 5, 1999 (23 tuổi)    | 1.80 m    | 56          | 122          | Caen Handball                  |
| 21        | RB     | Nacym Fougani        | 21 tháng 1, 2002 (20 tuổi)   | 1.83 m    | 29          | 47           | Tremblay-en-France Handball    |
| 24        | LB     | Mohammed Ezzine      | 24 tháng 2, 1999 (23 tuổi)   | 1.90 m    | 35          | 266          | AS FAR                         |
| 46        | CB     | Amine Harchaoui      | 27 tháng 9, 1990 (32 tuổi)   | 1.87 m    | 47          | 137          | Al Wehda                       |
| 89        | LB     | Yassine Belhou       | 26 tháng 12, 1988 (34 tuổi)  | 1.81 m    | 12          | 25           | Raja d'Agadir                  |
| 92        | LB     | Hassan El-Kachradi   | 29 tháng 1, 1992 (30 tuổi)   | 1.80 m    | 15          | 18           | Raja d'Agadir                  |
| 94        | P      | Mehdi Ismaïli Alaoui | 4 tháng 1, 1992 (31 tuổi)    | 1.91 m    | 59          | 66           | HBC Franconville               |
| 97        | P      | Saïd El Malki        | 17 tháng 5, 1997 (25 tuổi)   | 1.98 m    | 37          | 95           | Mountada El Fida               |
| 99        | P      | Nabil Slassi         | 19 tháng 9, 1995 (27 tuổi)   | 1.94 m    | 38          | 65           | Caen Handball                  |

### Hoa Kỳ
24 cầu thủ được triệu tập vào ngày 5 tháng 1 năm 2023 để chuẩn bị cho giải đấu.
Huấn luyện viên trưởng:  Robert Hedin
| Số thứ tự | Vị trí | Tên                         | Ngày, tháng, năm sinh (tuổi) | Chiều cao | Số trận đấu | Số bàn thắng | Câu lạc bộ              |
| --------- | ------ | --------------------------- | ---------------------------- | --------- | ----------- | ------------ | ----------------------- |
| 1         | GK     | Pal Merkovszky              | 5 tháng 5, 2000 (22 tuổi)    | 1.98 m    | 4           | 1            | Budai Farkasok KKUK     |
| 3         | RW     | Sean Corning                | 27 tháng 11, 1996 (26 tuổi)  | 1.81 m    | 4           | 2            | CB Málaga               |
| 5         | LB     | Amar Amitović               | 16 tháng 7, 2001 (21 tuổi)   | 1.96 m    | 4           | 5            | RK Krivaja Zavidovići   |
| 6         | RB     | Jonas Stromberg             | 27 tháng 8, 2001 (21 tuổi)   | 1.91 m    | 6           | 16           | Lugi HF                 |
| 7         | CB     | Alex Chan                   | 26 tháng 4, 1993 (29 tuổi)   | 1.88 m    | 4           | 18           | Club Cisne de Balonmano |
| 9         | LB     | Gary Hines                  | 21 tháng 3, 1984 (38 tuổi)   | 1.80 m    | 75          | 700          | HSV Solingen-Gräfrath   |
| 10        | RW     | Ty Reed                     | 18 tháng 1, 1992 (30 tuổi)   | 1.90 m    | 72          | 215          | New York Athletic Club  |
| 11        | LB     | Aboubakar Fofana            | 26 tháng 7, 1996 (26 tuổi)   | 1.98 m    | 104         | 118          | Angers SCO Handball     |
| 12        | GK     | Rene Ingram                 | 5 tháng 3, 1999 (23 tuổi)    | 1.98 m    | 19          | 1            | TG Landshut             |
| 14        | CB     | Ian Hueter                  | 22 tháng 10, 1997 (25 tuổi)  | 1.96 m    | 26          | 62           | TSV Bayer Dormagen      |
| 16        | GK     | Douglas Otterström          | 16 tháng 5, 2001 (21 tuổi)   | 1.85 m    | 0           | 0            | Tyresö Handboll         |
| 17        | P      | Andrew Donlin               | 9 tháng 10, 1992 (30 tuổi)   | 2.02 m    | 34          | 57           | San Francisco CalHeat   |
| 19        | LB     | Maksim Tanner               | 31 tháng 5, 2001 (21 tuổi)   | 1.91 m    | 0           | 0            | HC Kehra                |
| 21        | LW     | Nikolas Zarikos             | 24 tháng 5, 1998 (24 tuổi)   | 1.88 m    | 17          | 45           | ESN Vrilissia           |
| 25        | P      | Patrick Hueter              | 24 tháng 7, 1995 (27 tuổi)   | 1.96 m    | 12          | 45           | TSV Bayer Dormagen      |
| 27        | P      | Paul Skorupa                | 7 tháng 9, 1999 (23 tuổi)    | 1.93 m    | 11          | 0            | HSG Krefeld             |
| 33        | LW     | Samuel Hoddersen            | 10 tháng 6, 1997 (25 tuổi)   | 1.83 m    | 4           | 27           | HSG Rodgau Nieder-Roden |
| 34        | P      | Domagoj Sršen               | 31 tháng 12, 1990 (32 tuổi)  | 2.02 m    | 10          | 0            | RK Metković             |
| 48        | RW     | Maximillian Binderis        | 18 tháng 4, 2000 (22 tuổi)   | 1.84 m    | 1           | 0            | AIK Handboll            |
| 49        | RB     | Jakob Rysgaard Christiansen | 2 tháng 5, 2003 (19 tuổi)    | 1.87 m    | 4           | 1            | Ajax København          |
| 99        | GK     | Nicolas Robinson            | 18 tháng 1, 1999 (23 tuổi)   | 1.93 m    | 15          | 0            | San Francisco CalHeat   |

## Bảng H

### Đan Mạch
Danh sách các cầu thủ được công bố vào ngày 19 tháng 12 năm 2022. Vào ngày 16 tháng 1 năm 2023, Michael Damgaard gia nhập đội tuyển. 7 ngày sau, Niclas Kirkeløkke chính thức gia nhập vào đội tuyển.
Huấn luyện viên trưởng: Nikolaj Jacobsen
| Số thứ tự | Vị trí | Tên                    | Ngày, tháng, năm sinh (tuổi) | Chiều cao | Số trận đấu | Số bàn thắng | Câu lạc bộ             |
| --------- | ------ | ---------------------- | ---------------------------- | --------- | ----------- | ------------ | ---------------------- |
| 1         | GK     | Niklas Landin Jacobsen | 19 tháng 12, 1988 (34 tuổi)  | 2.01 m    | 247         | 10           | THW Kiel               |
| 3         | RB     | Niclas Kirkeløkke      | 1 tháng 6, 1988 (34 tuổi)    | 1.95 m    | 53          | 99           | Rhein Neckar Löwen     |
| 4         | LW     | Magnus Landin Jacobsen | 20 tháng 8, 1995 (27 tuổi)   | 1.97 m    | 104         | 209          | THW Kiel               |
| 7         | LW     | Emil Jakobsen          | 24 tháng 1, 1998 (24 tuổi)   | 1.92 m    | 39          | 144          | SG Flensburg-Handewitt |
| 11        | CB     | Rasmus Lauge           | 20 tháng 6, 1991 (31 tuổi)   | 1.93 m    | 142         | 353          | Veszprém KC            |
| 15        | P      | Magnus Saugstrup       | 12 tháng 7, 1996 (26 tuổi)   | 1.97 m    | 58          | 129          | SC Magdeburg           |
| 18        | RW     | Hans Lindberg          | 1 tháng 8, 1981 (41 tuổi)    | 1.88 m    | 281         | 776          | Füchse Berlin          |
| 19        | RB     | Mathias Gidsel         | 8 tháng 2, 1999 (23 tuổi)    | 1.90 m    | 39          | 184          | Füchse Berlin          |
| 20        | GK     | Kevin Møller           | 20 tháng 6, 1989 (33 tuổi)   | 2.03 m    | 70          | 7            | SG Flensburg-Handewitt |
| 21        | LB     | Henrik Møllgaard       | 2 tháng 1, 1985 (38 tuổi)    | 1.97 m    | 192         | 182          | Aalborg Håndbold       |
| 22        | CB     | Mads Mensah            | 12 tháng 8, 1991 (31 tuổi)   | 1.88 m    | 174         | 309          | SG Flensburg-Handewitt |
| 24        | LB     | Mikkel Hansen          | 22 tháng 10, 1987 (35 tuổi)  | 1.96 m    | 243         | 1261         | Aalborg Håndbold       |
| 25        | P      | Lukas Jørgensen        | 31 tháng 3, 1999 (23 tuổi)   | 1.93 m    | 2           | 11           | GOG Håndbold           |
| 26        | RW     | Jóhan Hansen           | 1 tháng 5, 1994 (28 tuổi)    | 1.90 m    | 71          | 145          | SG Flensburg-Handewitt |
| 27        | LB     | Michael Damgaard       | 18 tháng 3, 1990 (32 tuổi)   | 1.92 m    | 87          | 225          | SC Magdeburg           |
| 32        | LB     | Jacob Holm             | 5 tháng 9, 1995 (27 tuổi)    | 1.95 m    | 69          | 190          | Füchse Berlin          |
| 34        | P      | Simon Hald             | 29 tháng 9, 1994 (28 tuổi)   | 2.03 m    | 65          | 83           | SG Flensburg-Handewitt |
| 38        | RB     | Mads Hoxer             | 6 tháng 12, 2000 (22 tuổi)   | 1.95 m    | 4           | 7            | Aalborg Håndbold       |
| 43        | CB     | Simon Pytlick          | 11 tháng 12, 2000 (22 tuổi)  | 1.91 m    | 10          | 28           | GOG Håndbold           |
| 64        | LB     | Lasse Møller           | 11 tháng 6, 1996 (26 tuổi)   | 1.99 m    | 12          | 6            | SG Flensburg-Handewitt |

### Bỉ
Danh sách các cầu thủ được công bố vào ngày 15 tháng 12 năm 2022.
Huấn luyện viên trưởng:  Yérime Sylla
| Số thứ tự | Vị trí | Tên              | Ngày, tháng, năm sinh (tuổi) | Chiều cao | Số trận đấu | Số bàn thắng | Câu lạc bộ               |
| --------- | ------ | ---------------- | ---------------------------- | --------- | ----------- | ------------ | ------------------------ |
| 1         | GK     | Jef Lettens      | 12 tháng 8, 1990 (32 tuổi)   | 1.93 m    | 73          | 0            | Fenix Toulouse Handball  |
| 6         | RW     | Pierre Brixhe    | 28 tháng 1, 1998 (24 tuổi)   | 1.80 m    | 10          | 30           | HC Visé BM               |
| 9         | RB     | Kobe Serras      | 1 tháng 4, 2001 (21 tuổi)    | 1.83 m    | 22          | 32           | Bevo HC                  |
| 10        | RB     | Raphael Kötters  | 21 tháng 1, 2001 (21 tuổi)   | 1.94 m    | 15          | 22           | Istres Provence Handball |
| 11        | CB     | Tom Robyns       | 14 tháng 5, 1991 (31 tuổi)   | 1.82 m    | 78          | 162          | Saran Loiret Handball    |
| 13        | LW     | Nick Braun       | 26 tháng 7, 2000 (22 tuổi)   | 1.81 m    | 15          | 30           | HSG Krefeld              |
| 14        | RB     | Serge Spooren    | 22 tháng 11, 1993 (29 tuổi)  | 1.89 m    | 37          | 76           | HC Achilles Bocholt      |
| 15        | LB     | Quinten Colman   | 15 tháng 10, 1996 (26 tuổi)  | 1.90 m    | 22          | 33           | Dijon Métropole Handball |
| 22        | P      | Yves Vancosen    | 22 tháng 5, 1991 (31 tuổi)   | 1.90 m    | 41          | 69           | HC Visé BM               |
| 23        | CB     | Bartosz Kedziora | 21 tháng 12, 1990 (32 tuổi)  | 1.89 m    | 28          | 59           | KTSV Eupen               |
| 24        | P      | Simon Ooms       | 18 tháng 4, 1994 (28 tuổi)   | 2.00 m    | 41          | 85           | US Ivry Handball         |
| 26        | LB     | Sébastien Danesi | 26 tháng 7, 2000 (22 tuổi)   | 1.87 m    | 12          | 25           | HC Visé BM               |
| 29        | LW     | Yannick Glorieux | 15 tháng 1, 1996 (26 tuổi)   | 1.84 m    | 8           | 38           | Villeurbanne Handball    |
| 30        | RW     | Ilyas D'hanis    | 17 tháng 1, 1996 (26 tuổi)   | 1.88 m    | 16          | 23           | HC Achilles Bocholt      |
| 34        | CB     | Arber Qerimi     | 22 tháng 11, 1990 (32 tuổi)  | 1.80 m    | 59          | 120          | Hubo Handbal             |
| 41        | GK     | Arthur Vanhove   | 8 tháng 12, 2001 (21 tuổi)   | 1.95 m    | 10          | 0            | Hubo Handbal             |
| 42        | P      | Joris Gillé      | 19 tháng 4, 1996 (26 tuổi)   | 1.95 m    | 14          | 22           | Bevo HC                  |
| 44        | LB     | Jeroen De Beule  | 2 tháng 3, 1991 (31 tuổi)    | 1.87 m    | 73          | 159          | HC Achilles Bocholt      |
| 60        | CB     | Robbe Spooren    | 10 tháng 4, 2001 (21 tuổi)   | 1.80 m    | 6           | 2            | Sporting Pelt            |
| 80        | LB     | Louis Delpire    | 7 tháng 12, 1998 (24 tuổi)   | 1.94 m    | 12          | 12           | Sporting Pelt            |

### Bahrain
24 cầu thủ được triệu tập vào ngày 31 tháng 12 năm 2022 để chuẩn bị cho giải đấu.
Huấn luyện viên trưởng:  Aron Kristjánsson
| Số thứ tự | Vị trí | Tên                  | Ngày, tháng, năm sinh (tuổi) | Chiều cao | Số trận đấu | Số bàn thắng | Câu lạc bộ  |
| --------- | ------ | -------------------- | ---------------------------- | --------- | ----------- | ------------ | ----------- |
| 1         | GK     | Muntadher Ebrahim    | 2 tháng 11, 2001             | 1.87 m    | 16          | 1            | Al-Tadhmon  |
| 3         | P      | Ali Abdulla Eid      | 18 tháng 1, 1991             | 1.77 m    | 80          | 141          | Al-Najma SC |
| 7         | LB     | Jasim Al-Salatna     | 23 tháng 3, 1989             | 1.85 m    | 65          | 40           | Al-Ahli     |
| 8         | RB     | Hassan Mirza         | 18 tháng 6, 1998             | 1.79 m    | 41          | 40           | Al-Najma SC |
| 9         | LW     | Hasan Al-Samahiji    | 22 tháng 2, 1991             | 1.76 m    | 85          | 264          | Al-Dair     |
| 11        | LB     | Abdullah Ali         | 1 tháng 8, 1999              | 1.70 m    | 65          | 35           | Al-Ahli     |
| 14        | RW     | Qasim Qambar         | 21 tháng 8, 2001             | 1.76 m    | 28          | 42           | Barbar Club |
| 15        | RB     | Mohamed Abdulredha   | 27 tháng 9, 1989             | 1.83 m    | 75          | 50           | Al-Najma SC |
| 16        | GK     | Hesham Ahmed         | 5 tháng 1, 2003              | 1.65 m    | 15          | 2            | Al-Dair     |
| 18        | RW     | Ahmed Jalal          | 31 tháng 1, 1998             | 1.70 m    | 80          | 152          | Al-Najma SC |
| 19        | P      | Mohamed Merza        | 17 tháng 4, 1987             | 1.87 m    | 97          | 70           | Al-Najma SC |
| 21        | GK     | Mohamed Abdulhusain  | 12 tháng 8, 1989             | 1.85 m    | 226         | 15           | Al-Najma SC |
| 23        | CB     | Mujtaba Al-Zaimoor   | 8 tháng 5, 2000              | 1.74 m    | 18          | 36           | Al-Shabab   |
| 66        | LB     | Komail Mahfoodh      | 28 tháng 4, 1992             | 1.89 m    | 74          | 137          | Al-Najma SC |
| 77        | LB     | Ali Merza            | 7 tháng 7, 1988              | 1.84 m    | 178         | 372          | Al-Najma SC |
| 90        | LW     | Mahmood Husain       | 27 tháng 11, 1999            | 1.72 m    | 33          | 25           | Al-Ahli     |
| 95        | CB     | Mohamed Mohamed      | 7 tháng 2, 2001              | 1.79 m    | 68          | 110          | Al-Najma SC |
| 99        | CB     | Husain Al-Sayyad (c) | 14 tháng 1, 1988             | 1.78 m    | 449         | 1133         | Al-Najma SC |

### Tunisia
Danh sách các cầu thủ được công bố vào ngày 9 tháng 1 năm 2023.
Huấn luyện viên trưởng:  Patrick Cazal
| Số thứ tự | Vị trí | Tên                 | Ngày, tháng, năm sinh (tuổi) | Chiều cao | Số trận đấu | Số bàn thắng | Câu lạc bộ         |
| --------- | ------ | ------------------- | ---------------------------- | --------- | ----------- | ------------ | ------------------ |
| 1         | GK     | Assil Nemli         | 1 tháng 9, 2000 (22 tuổi)    | 2.00 m    | 6           | 1            | Espérance de Tunis |
| 6         | P      | Ghazi Ben Ghali     | 28 tháng 3, 1999 (23 tuổi)   | 1.98 m    | 21          | 18           | Étoile du Sahel    |
| 10        | CB     | Bilel Abdelli       | 4 tháng 8, 1995 (27 tuổi)    | 1.90 m    | 19          | 39           | Espérance de Tunis |
| 17        | LB     | Oussama Rmiki       | 8 tháng 10, 1996 (26 tuổi)   | 1.92 m    | 2           | 2            | Club Africain      |
| 22        | LB     | Youssef Maaraf      | 21 tháng 7, 1996 (26 tuổi)   | 1.95 m    | 52          | 87           | Al Arabi           |
| 25        | CB     | Abdelhak Ben Salah  | 25 tháng 4, 1990 (32 tuổi)   | 1.84 m    | 58          | 120          | Espérance de Tunis |
| 27        | RW     | Issam Rzig          | 14 tháng 9, 1989 (33 tuổi)   | 1.81 m    | 49          | 180          | Étoile du Sahel    |
| 28        | LB     | Hazem Bacha         | 8 tháng 12, 2001 (21 tuổi)   | 2.05 m    | 18          | 33           | Espérance de Tunis |
| 29        | RW     | Tarek Jallouz       | 1 tháng 11, 1993 (29 tuổi)   | 1.83 m    | 22          | 35           | Espérance de Tunis |
| 55        | LW     | Ghassen Toumi       | 14 tháng 6, 1997 (25 tuổi)   | 1.84 m    | 33          | 70           | Espérance de Tunis |
| 57        | RB     | Noureddine Maoua    | 5 tháng 9, 1998 (24 tuổi)    | 1.86 m    | 23          | 24           | Al Salmiya         |
| 61        | GK     | Yassine Belkaied    | 19 tháng 10, 2000 (22 tuổi)  | 1.97 m    | 17          | 2            | RK Celje           |
| 69        | P      | Jihed Jaballah      | 29 tháng 7, 1989 (33 tuổi)   | 2.04 m    | 103         | 211          | Kuwait SC          |
| 71        | CB     | Mohamed Darmoul     | 4 tháng 2, 1998 (24 tuổi)    | 1.83 m    | 44          | 145          | GWD Minden         |
| 94        | GK     | Mehdi Harbaoui      | 11 tháng 9, 1996 (26 tuổi)   | 1.96 m    | 27          | 0            | CD Bidasoa         |
| 96        | RB     | Anouar Ben Abdallah | 20 tháng 6, 1996 (26 tuổi)   | 1.88 m    | 50          | 73           | Kazma              |
| 98        | P      | Islem Jbeli         | 13 tháng 12, 1998 (24 tuổi)  | 1.93 m    | 12          | 13           | Espérance de Tunis |